# ナースのお仕事の登場人物
ナースのお仕事の登場人物（ナースのおしごとのとうじょうじんぶつ）では、テレビ番組・映画『ナースのお仕事』の登場人物について説明する。

## 外科病棟（第1外科）ナース（看護師、看護婦）
人数が多いため、長期レギュラー出演者以外は初登場した作品ごとに分ける。
パート3までの法的呼称は「看護婦」であり、看護師長も「看護婦長」であった。

### 長期レギュラー出演のナース
朝倉いずみ（あさくら いずみ）
演 - 観月ありさ
本作の主人公。パート1では昭和51年（1976年）12月15日生まれとなっているが、パート4では昭和51年7月2日生まれになっている。
栃木県出身。パート1第1話での台詞から、浪人や留年をせずに3年制の看護学校を卒業しており、就職時点で21歳、直後の誕生日で22歳である。東京へ出て遊びたいという理由で様々な短大や専門学校を受験するが不合格となり、唯一合格した看護学校に入学し上京する（本人曰くところてん式）。だが、自分の考えとは逆に全く遊べないまま卒業し、若葉会総合病院に就職。想像以上にハードな仕事環境と失敗が多いことから何度も辞めようと思うが、奨学金返済のためもあり仕事を続ける（奨学金返済のために掛け持ちの仕事も。そんな状況の中、仕事上の経験を通して徐々にナースとしての自覚が出る（パート3以降では自称「ベテランナース」）。
絵に描いたようなドジであり、点滴は3回に1回は失敗、採血は下手、入浴介助で熱湯を出す、ワゴンをひっくり返す、食事配膳車で翔子を轢きそうになる、薬局に返さなければいけないモルヒネ（劇薬）のアンプルをゴミ箱に捨ててしまうなど、普段はミスを連発（パート3では患者からドジナース1位という不名誉な称号を与えられる）。しかし、患者の急変時や事故などで怪我人が多数運ばれた時などは、見違えたように的確な行動をとる。逆境に強い、いざというときに本領を発揮するタイプである。
また手術時にスタッフとして参加する時は、器械出しとして参加するが、研修時（器具を出し間違えたり、縫合用の糸が通っていないミスがあった）を除き的確な対応をしている。
能天気で天真爛漫、細かいことを気にしない性格。同じようなミスを連発しても悪びれないため、翔子にいつも怒鳴られる。患者に対してはとても優しく明るく接するため「いずみちゃん」と呼ばれ、男性患者を中心に人気がある。
患者を想う気持ちは随一で、亡くなった患者の通夜・墓参りに行ったり、無理やり退院しようとした患者に「仕事と命どっちが大事なんですか」と必死に説得したことがある。
パート3以降では、後輩を指導する経験から随分と成長し、疲れから犯したミスを隠そうとした翔子を指摘をしたこともあった（パート3第6話）。
歴代の研修医と交際している。パート1では水島龍太郎、パート2では牧原耕太郎、パート3では高杉健太郎と交際。パート3中盤では健太郎と交際中であったのにもかかわらず、患者の付き添いで再び登場した水島と再び交際し始め、直後水島からのプロポーズを受け結婚間近に見えたが、結局水島とは別れ、パート3最終回で健太郎と結婚した（水島の件に関しては、まどか曰く「魔性の女」）。
映画版では、弾切れマシンガンを手にした犯人からそのマシンガンを奪おうとした際、狙撃班からの銃撃を誤って受けて瀕死の重傷を負い、一時は生死の境を彷徨ったが、夫である健太郎の手術を受け無事奇跡的に一命を取り留める。
パート3ではまどか、パート4ではひろみの指導係を担当している。まどかとは当初は犬猿の仲ながらも、次第に「喧嘩するほど仲がいい」仲になる。また、まどかが大きなミスをした時はフォローしている。ひろみとは当初は指導する側とされる側の立場で、後には健太郎をめぐりギクシャクしていたが、徐々に信頼関係を築き上げる。パート4最終話にはデートで着る洋服探しを一緒にしていた。大島とは仕事以外の付き合いはほとんどないが、一度だけ大島と他の大島派のメンバーと合コンに参加した（パート3第7話）。
横文字に特に弱く、薬品の名前はうろ覚えであり、アメリカの都市をきちんと言えないことがしばしばある。また、食べることが好きなことが災いして食べ物の名前と間違えることがよくある（「ピッツバーグ」を「ピーナッツバーグ」、「クリントン」を栗きんとんなど）。
特技は大食い。病院の食堂で食事するシーンでは毎回ご飯が山盛り、無料の超大盛りラーメン（制限時間あり）を平らげるほど。好物は沢山ある（好物はシリーズによって異なる）。
パート4最終回で若葉会総合病院を辞めて高杉のアメリカ行きを応援しようとするが、健太郎の母が癌となったことで考えを改め、健太郎と一緒に若葉会総合病院を辞めて健太郎の母の故郷である式根島で診療所を営むこととなった。
離島編/再会編では、若葉会総合病院が提案するアメリカでの最新医療の研修プログラムを健太郎と共に受けようとするが、いずみのみ延期となったため、翔子の住むマンションにしばらく居候し、若葉会総合病院第一外科病棟に応援として勤務した。患者である長瀬のセクハラに悩まされていた看護師、村上が長瀬の看護を拒否し、ラウンドを怠ったところ様態が急変。オペ室送りにしてしまった際は彼女を平手打ちをした。翔子に「今は叩くのは禁止」と叱責されるも、主任の安藤に「私でも同じことをすると思う」と援護を受ける（村上は仕事を休むもその後復帰）。そして再会編の終盤でようやくアメリカに行くことが決まったが、出発間際に翔子の住むマンションの管理人を負傷したことが発覚（いずみが落としたバナナの皮を踏んでしまい滑って転倒）。管理人は大腿骨骨折の疑いで救急車で若葉会総合病院に搬送されたが、翔子と共にその救急車に搭乗し搬送されるところで物語が終わっており、その後どうなったかは描かれなかった。
初期は後述の翔子のことを「尾崎さん」と呼んでいたが、次第に「先輩」と呼ぶようになり、翔子が昇進を重ねてもそう呼んでいる。救急処置その他の公の場や、他の人物との会話における翔子の三人称としてもこの呼称を使っており、事実上公用語と化している（ただし、初対面の患者やその家族などには主任と呼ぶこともあった）。
パート3最終回で健太郎と結婚したため以降の本名は高杉いずみだが、仕事上では旧姓の朝倉いずみで通している。
尾崎翔子（おざき しょうこ）
演 - 松下由樹
本作の準主人公。昭和43年（1968年）生まれ。パート1時点で9年目の28歳。
経歴：若葉会総合病院外科ナース（パート1） → 若葉会第二病院外科主任（パート2） → 若葉会総合病院外科主任（パート3・映画版） → 若葉会総合病院外科婦長（パート4） → 若葉会総合病院訪問看護科初代婦長（パート4最終回） → 若葉会総合病院第一外科師長（離島編/再会編）。
若葉会の史上最年少婦長就任記録を出した実力派。離島編の終盤で専門看護師の資格について合格が通知された。
いずみが看護学校の卒業祝いのコンパに参加した際、酒の飲み過ぎで体調を崩し、若葉会総合病院に担ぎ込まれた際に、担当ナースとして出会う。
その後、若葉会総合病院に就職したいずみの指導係になるが、いずみのドジに振り回される。しかし、いずみが点滴に失敗し続けていた時には、いずみのために自ら練習台になったことがある。
患者に人一倍心優しいいずみと出会うことにより、技術一点張りだった仕事に変化が見られるようになる。いつもいずみに怒鳴ってばかりだが、本心ではいずみを信頼しているため、いずみとの絆は深い。いずみからは「先輩」と呼ばれている。
サッパリとした性格で几帳面・負けず嫌い。同期の大島とは最大のライバルで、大島が自分の主任・婦長の座を奪うと目論んでいた時にはその座を死守した。しかし、大島とはあくまでも仕事上のライバルであり、ドクターと対立を起こす時には、必ずと言ってもいいほど手を組む。
パート1には彼女の高校時代のクラスメイトや元担任が登場し、パート3第21話には新人時代を知る元同僚ドクターが登場した（元クラスメイトからだまされ200万円を失い、看護婦寮に戻る）。
パート2第9話の終盤に倒れ、第10話で妊娠が発覚。その後パート3第1話で出産する。主任代理は大島。
スペシャルで沢田と結婚したが、沢田の渡米が決まった際にナースを辞めることができず日本に残ることを決断し、パート4第1話で離婚（娘のまりあは翔子のもとに残る）。パート4では永島と次第に良い関係になり、パート4第12話で永島からプロポーズを受け、一時は断ってしまうが、パート4最終話で沢田の招きで渡米、そこで沢田から別の女性との再婚を告げられたことで、永島と交際を続けることとなった。
全シリーズを通してよく居酒屋に行ったり、いずみの自宅のアパートで缶ビールを大量に飲んだりと、いずみ以上に酒に強い。桃の缶詰が大好物。パート4ではよく娘のまりあを連れて安い回転寿司屋へ食べに行っており、第1話にて行きつけのその回転寿司屋で新しい外科部長の永島と偶然出会った（最初はその永島が若葉会に新しく赴任してきた外科部長だとは気付かず、永島からも自身が若葉会のナースだとは気付かれなかった）。
同僚ナースに対しては（いずみより後輩のナースに対しても）ほとんど「さん」付けだが、いずみに対しては初期を除き、全シリーズ通して「朝倉」と呼び捨て（パート1では院長の前では「朝倉さん」と呼んだ）であり、怒鳴る際は「あ〜さ〜く〜ら〜!」と発するのがお約束。公の場や、他の人物との会話における三人称としてもこの呼称を使っており、これも事実上公用語と化している。
離島編/再会編では、娘のまりあがアメリカに留学中のため、自身は都内のマンションで一人暮らしをしている。
スペシャルで沢田と結婚し、映画版までは本来であれば沢田翔子だが、仕事上ではその間もずっと尾崎翔子で通していた。
髪型はパート1からスペシャルまではロングヘアーだったが、パート2以降はショートヘアーとなった。ただしパート3第1話の冒頭にて産気付いて出産までするシーンではパート1からスペシャルの時のようにロングヘアーとなっていた。
根本雅子（ねもと まさこ）
演 - 吉行和子
パート2以外の全作に登場。
経歴：若葉会総合病院外科婦長（パート1） → 若葉会総合病院看護部長兼外科婦長（パート1第10話〜第13話・パート3） → 若葉会総合病院看護部長（映画版以降）。
若葉会看護師のトップ。
部下思いで、物静かな厳しさをも秘めている。時には厳しく叱ることもあるが、ナースたちからの信頼は厚い。その一方で、部下のナースたちを守るために、温和で柔らな物腰ながらもはっきりと意見を言うことから、ドクターと対立することも少なくない。
パート1でいずみの患者とのトラブルが病院の理事会で問題になり、これまでの病院の備品破損の件も含めて、懲戒処分を見送る代わりにいずみに辞表を書かせて依願退職させるよう理事から迫られた時は、「ナースにとって一番大切なのは患者さんの治そうという気持ちを引き出してあげることです。朝倉はそれができるナースです。確かに朝倉の行為に行き過ぎはあったかもしれません。しかし、朝倉は処分を受けるようなことは何一つしてはおりません! 私は朝倉のような部下を持ったことを誇りに思います。もし、朝倉をクビにするというのでしたら私も一緒に…、ナースキャップを外します!!」と理事たちに堂々とした態度で迫り、最終的にいずみの処分を1週間の謹慎に軽減させた。いずみは根本に対し心から礼を言うが、根本は1週間の謹慎という処分も納得しておらず、このような処分になったことは自分の看護部長としての力足らずであると、いずみに逆に詫びている。
パート2には登場していない（舞台が若葉会第二病院となったからである）。
パート3では仕事に過剰な執着心を見せている翔子を諫め、第10話で院長の大久保からナースのリストラ命令が出た際は、他のナースを辞めさせないために自ら辞表を出したが、後に大久保の使い込みが露見したため、リストラは撤回された。映画版で外科婦長を退任して看護部長に専任となる際には理事会で自身の後任外科婦長に翔子を推薦するが、叶わず矢口が就任する運びとなり、このことで翔子に詫びるシーンがあった。また、看護学校の講師も担当しており、翔子が根本に仕事上の相談のため看護学校を訪れたこともあった。
その後、パート4で晴れて外科婦長に就任した翔子に対し、当初は敢えて距離を置き（翔子の台詞による）、厳しい態度で接していたが、訪問看護科設立構想を出した翔子に力添えを要請された際には快く了承した。
パート4以降では看護部長専任となったため、出番が減った。
大島冴子（おおしま さえこ）
演 - 伊藤かずえ
パート2から登場。
経歴：若葉会第二病院外科ナース（パート2） → 若葉会総合病院外科ナース（パート3・映画版） → 若葉会総合病院外科主任（パート4） → 若葉会総合病院外科婦長（パート4最終回） → 若葉会総合病院外来師長（再会編）。
初登場時点で10年目である（同期の翔子が10年目であることから）。黒縁眼鏡とぴしっとまとめた髪がトレードマーク。仕事に対しては完璧主義であり、相手が新人ナースであっても妥協を一切許さない厳しい性格。患者に対しても厳しいため多くの患者たちから一目置かれている。ただし、他のナースらに対しては決して呼び捨てにせず、三人称としても「さん」付けで呼んでいる（ただし唯一の例外として、パート2の小池のことは呼び捨てにしていた）。パート2、パート3では仲間内のナースをカラオケに誘うことがあった。
翔子とは同期のライバルでもあり、主任・婦長の座を幾度となく争った。パート2での終盤で一旦翔子との不仲は解消されるが、パート3の冒頭ではその点がリセットされ、ライバル関係が復活している。パート4放送開始時にもライバル関係は再復活しており、対立関係は解消されなかった（最終的に異なる部署の婦長同士となった）。
パート3最終回で浜野と結婚し、それ以降は本来であれば浜野冴子だが、仕事上では大島冴子で通している。
パート2
婦長命令によりいずみの指導係を命じられる。
初登場であるこのシリーズでは、大島自身未熟かつ問題のある人物として描かれていた。第2話ではいずみに対してナース全員で仕事を押し付けるイジメの首謀者となり、第3話でも、主任となった翔子やいずみに対する反発から、他のナースとともに勤務をズル休みして遊びに出かける首謀者になり、その帰りに交通事故に遭い、いずみ・翔子・山岡以外の外科病棟ナースが負傷、最終的に患者に迷惑のかかる問題も起こしていた。
第3話の件で処分された後も反省の色もなく、翔子に反抗し続けており、山岡に翔子批判を告げている。翔子のことも「尾崎さん」と呼び続け、主任としては認めようとしなかった。終盤で翔子と2人で夜勤の際に搬送された急患への対応でミスを重ね、翔子に救われる形になり、ようやく翔子を主任として認めたようである。
パート2の第1話で主任の近藤が退職し、次期主任として噂され、自身も自信満々だったが、第2話での山岡の台詞から、まだ主任の器ではないと見なされていたようである。
ただし、「今どきの若手ナースはなっていない!」という考えでは、翔子と意見が合い、一緒に怒ったりしていた。
次期主任の座を狙っているためいつもナースステーションを偉そうに取り仕切っており、そのためトップのヒラと言われるほどである（ようやく主任になれたのは映画版の終盤であり、さらにパート4最終回にてついに婦長になることができた）。
パート3
パート3では、翔子へのライバル意識を剥き出しにする以外はほぼまともな人物に描かれるようになった。翔子のことを「主任」と呼ぶことが増えた。第13話で倒れたところを翔子に救われてからはお互いを認め合って和解する。和解後は、私的な場で2人だけの時や酒の席では同期の仲として「尾崎さん」と呼ぶこともあった。いずみ・まどかを遅刻させないために、大島が翔子に入れ知恵をしたこともある。終盤では、根本から「今すぐにでも主任になれる人」と評価され、大島自身も成長した姿が描かれた。
仕事は完璧主義。そのためいずみやまどかには厳しく接するが、パート2の頃を除けば、いじめているわけではない。
仕事中は厳格で近寄りがたい雰囲気があり、若いドクター（特に健太郎）からは恐れられているが、オフは取り巻きのナース（常時3人おり、シリーズ毎に一部入れ替わる）と居酒屋に行くこともあり、噂話も好き。カラオケの十八番は梶芽衣子「怨み節」。
パート3では2度に渡り、取り巻き3人組との関係が一時的に悪化した。パート3第13話で自暴自棄になってズル休みをし、自宅でひとり焼肉をしている際にCO中毒で若葉会総合病院に搬送されてきてから（いずみに自殺したと勘違いされ、病棟中が大騒ぎになった）は、前述のとおり同シリーズ中においては翔子との不仲は解消された。
恋には純情な面がありパート3第7話では合コンで相手となった旅館の若旦那の小野田雅彦にプロポーズされ、一度だけ眼鏡を取り髪を下ろして勤務したことがある（あまりにも容貌と雰囲気が違うので同僚ナースやドクターたちに驚かれた）。だが結局ナースを辞めることができず破局。最終的には浜野と結婚し、パート3最終回で第1子を妊娠していた。
映画版
映画版冒頭では第2子妊娠中で産休前日であった（演じる伊藤は実際に第1子妊娠中だった〈主演の観月の雑誌上での話より〉）。いずみや翔子とともに、新婦長の矢口と対立する。終盤では復帰と同時に外科病棟主任となる。
パート4
外科主任になり、ナースステーションが自分の独擅場と化し一段と仕事に精を出していた。翔子とのバトルは相変わらずだが、主に婦長と主任という職務上の立場による対立だった。仕事で気に食わないことがあると、浜野に内緒で浜野のゴールドカードを勝手に使ってナース全員に高級料理を奢る癖がある。そしてパート4最終回で新設された訪問看護科の婦長に翔子が異動したことに伴い、夫の浜野に同行するはずだったアメリカ行きを取りやめて晴れて外科婦長に就任する。外科婦長としての大島は最終回のエピローグとして少し描かれたのみである。
パート4終了後から再会編までの間に若葉会総合病院が経営難に陥った際に実家が資産家のため、浜野と共に多額の寄付をした。よって病院内の地位が向上し、再会編では外来師長になっている。

### パート1初登場
長期レギュラー出演者を含め、本作で初登場のナースはそのままスペシャルにも登場した。
桜井華子（さくらい はなこ）
演 - 深浦加奈子
外科主任。中原真保の指導係。
噂話が大好きで同僚の福山とは何かと勤務中に世間話をしている。しかしナース歴17年の大ベテランであり、仕事においては完璧主義なため相手がいくら新人ナースであっても妥協を一切許さない厳しい性格である。それに患者に対しても厳しいため、多くの患者たちからも一目置かれている。
独身。沢田に想いを寄せ、ことあるごとにアプローチするが沢田には見向きもされない。
パート1第9話では階段から転落し入院する羽目になった。その時もいずみ他のナースを厳しく指導し、同室の患者にも薬を正しく服用するよう細かく指導していた（そのことで患者やいずみから反感を買う）。
しかし、同室の小野寺が深夜に発熱した時は的確に患者に寄り添い、発熱=冷やすと思い込んでいるいずみに「リネン室から電気毛布を持って来て患者を温める」よう指示をだす。
患者は順調に回復し、かつて小児科に勤務していた際に小野寺の息子を担当しており、親子共々世話になった事を患者から涙ながらに感謝された。
ナースステーションに戻り、発熱で患者を温める指示に納得のいかない、いずみに翔子が「熱発=冷やす、じゃないのよ。患者は寒気を訴えていたはずよ。そういう時はまず温めるの。その後発熱したら冷やすの。あれがナース歴17年の経験よ。あんたなんか足元にも及ばないって」と言わしめている。
根本の看護部長昇進の際には外科婦長への昇進を夢見ていたが、根本が看護部長と兼任で外科婦長も引き続き担当することが決まったためその夢は叶わなかった。しかし、婦長への夢を諦めていない。
パート2第8話でもゲストとして短時間ではあるが登場し、自身と性格がそっくりな大島と絡んだり、主任の先輩として翔子を励ますシーンがあった。
パート3以降は登場していない。
中原真保（なかはら まほ）
演 - 小島聖
いずみの同期で、同じく若葉会総合病院に配属される。仕事はいずみ以上に優秀で真剣であったが、パート1第5話で担当した須藤が急死しショックを受けてしまい、死を受け入れることができず、思い詰めて後を追おうと寮で自殺を図り、いずみに「馬鹿!」とビンタされ止められる。結局若葉会を辞め郷里に帰っていったが、その後若葉会総合病院宛てにお礼の手紙と（特にいずみに対して）スイカが送られた。故郷でもナースは続けていて（しかし、第12話に中原役ではないが患者役でナースステーションの受付で話をしているシーンがある。エンディングで確認できる）、その後スペシャルで半年ぶりに若葉会総合病院に復帰する。いずみからは「真保」と呼ばれている。
なお、今作の歴代新人ナースの中で一度辞めてまた復帰したナースとしては1人目である。
足立と共にいずみの同期ではあるが、パート2以降は登場していない。
足立美紀（あだち みき）
演 - 椋木美羽
いずみの同期で、同じくして若葉会総合病院に配属される。指導係の福山を凌ぐオシャレ好きの男好き。いずみとは違ってドジは一切しないが、仕事中でもナース服に化粧道具を入れっぱなしにして華子に没収されたり、夜勤の時に居眠りして福山に「居眠りしてんじゃないわよ!」と怒鳴られる場面があった。中原と違って彼女メインの回がなかった。いずみからは当初はずっと「美紀ちゃん」と呼ばれていたが、スペシャルでは「美紀」と呼ばれるようになった。
中原と共にいずみと同期ではあるが、パート2以降は登場していない。
福山夕子（ふくやま ゆうこ）
演 - 井上晴美
パート1〜2に登場。
茶髪。情報収集がいち早く、大体の院内や同僚に関する情報の発信元でもある。さらに水島をはじめとする若葉会の研修医を、細かくメモでチェックしていた。父親を早く亡くし、パート1第10話では入院してきたニュースキャスターの桂木浩二に父親の面影を感じ、手厚く看病しネクタイをプレゼントした。足立美紀の指導係。いずみからは「福山先輩」と呼ばれている。パート2では既にナースを辞めて屋台居酒屋「ゆうこ」を営んでいる。登場するナースの中で唯一煙草をくわえるシーンがある（パート1第2話）。
パート3以降は一体どうなったのか不明だが、一度も登場していない。
※この他、第3話では、育児のため退職する2人のナースの送別会の場面が描かれている。

### パート2初登場
唯一若葉会第二病院が舞台となった本作初登場のナースは、大島以外はすべてパート2のみの登場となった。
山岡美智子（やまおか みちこ）
演 - 野際陽子
若葉会第二病院外科婦長。
ナース歴30年の大ベテラン。根本と同期とされる。物静かな厳しさを見せる根本とは対照的に、ナースたちを激しく叱責することも珍しくない。主任以下部下のナースにも敬語で話す。
仕事に対しては相手がどんなナースであっても妥協を一切許さないほどの厳しさを見せており、相当のプロ根性の持ち主である。これは若手の頃多忙であったが故に寝坊して遅刻をし、担当患者の急変に気付けず死亡させてしまった経験があったためである。その件について相当後悔し、同じ思いを部下に味わってほしくないという強い気持ちがあるためからこのような厳しさが生まれていた。ただ、これが仇となり部下に反感を持たれたり、退職されてしまうこともあった。
一方、人を見る目があり、ドジばかりのいずみに対してもいち早く長所を認めていた。
第1話で研修医の牧原が当直の夜、急患を独断でオペしたため、いずみが婦長の山岡の指示を仰がずに外科部長の沢田を夜間に勝手に呼び出したことを指揮系統違反であると厳しく叱責するも、いずみが帰る時に「朝倉さん…、お疲れ様」と笑顔で優しく声を掛けるなど、部下に対して的確な厳しさと優しさを持っている。
第3話では搬送されてきた患者たちのうち、怪我で泣き叫ぶ子供を抱き上げて歌い、緊迫した場の空気を和ませた。
また、第3話において大島一派が翔子を困らせようと、山岡が婦長研修で留守の日に職場放棄を企んだことが発覚した際は、大島らには、「職場放棄をして最終的に困るのは主任や朝倉さんではなく患者さんたちである」こと、一方翔子・いずみに対しても「なぜ、他科から応援を呼ばなかったのか（大島に対する対抗心から応援を呼ばずに翔子・いずみの2人だけで乗りきろうとしたため）」と激怒し、全員に対して「患者さんの気持ちの分からない人はナース失格です!!」と患者第一で行動するよう叱責した。入院してきた牧原の母のわがままに主任の翔子が対処しきれないときも自ら対応し押さえ込むなどの頼もしさも描写された。
根本と違い、こちらはドクターたちからの信頼が厚い。
北村千明（きたむら ちあき）
演 - 上原さくら
いずみと同期で、彼女以上に優秀である。大島派のカラオケなどにも加わらず、翔子派でも大島派でもない中立派。ただし、第2話、第3話での騒動には大島派に付き合って加担する。研修医の牧原に片思いしており、そのことを巡ってはいずみと対立し、それが発端となり仕事上でもライバル意識を燃やしていく。
小池春子（こいけ はるこ）
演 - 光浦靖子
パート2における大島派ナース4人組のサブリーダー格。第3話での職場放棄騒動までは大島同様、翔子に反抗する中心的存在だったが、その後は翔子やいずみと和解していき、大島に気兼ねしつつも翔子に従っていく。牧原に想いを寄せているのか牧原のことを「マッキー」と呼びしつこくストーカーのように追いかけるなど、コメディリリーフ的存在。
中尾悦子（なかお えつこ）
演 - 宮地雅子
パート2における大島派ナース4人組のリーダー格。バツイチのシングルマザーで、小学生の子供、和也・まりこがいる。第3話での騒動までは大島同様、翔子に反抗する中心的存在だった。しかし、ある日の夜勤中に子供の具合が悪くなったと連絡があり、直前に尿の出が悪い患者に利尿剤を投与し、経過観察が必要な旨を他のナースに引き継がないまま一時帰宅してしまい患者が急変するミスをしてしまう。沢田が駆けつけて処置し事なきを得たものの、処置が遅れれば腎不全に至る可能性もあったため山岡から厳しく叱責される。ただそこで翔子が、夜勤中の一時帰宅許可は主任として自分が判断を下したものであること、今回のミスは自分の監督不行き届きであり、全責任を負うとして中尾を庇ったことがきっかけでその後は翔子やいずみと和解していき、大島に気兼ねしつつも翔子に従っていく。第7話では上の子供である和也が登場し、子供思いの母親らしき一面を見せている。
渋谷圭子（しぶや けいこ）
演 - 安達香代子
パート2における大島派ナース4人組の1人。口の利き方から、小池よりは先輩もしくは年長である。上記の3人と違い、メインとなるエピソードはなかった。異動当時のいずみに対して、中尾・小池に次いで冷たかったのが目立った程度である。
上野奈緒（うえの なお）
演 - 有沢康子
パート2における大島派ナース4人組の1人。第7話の大島派一同での居酒屋における小池の台詞から、いずみや北村の次に下である。渋谷同様、メインとなるエピソードはなかった。
※第3話で登場した出勤表における序列は以下のとおりである。
翔子（主任）―大島―中尾―小池―渋谷―上野―北村―いずみ

### パート3初登場
名前の多くがプロ野球選手（投手）から採られている。
赤木まどか（あかぎ まどか）
演 - 神田うの
パート3、映画に登場。
いずみが初めて指導した新人ナース。口癖は「はぁい」。自称東京都出身だが、実際は新潟県出身の田舎生まれの田舎育ち。ネイルアートをつけたままで勤務し、仕事を忘れていずみと脚線美について競い合い、患者の世話を嫌がる。さらには初めての夜勤でのラウンド（夜勤巡回）中に彼氏と電話して患者である山本の容態急変に気づかずオペ室送りにするなど、いずみ以上に破天荒なナース。そのため先輩ナースにとってはいずみと並んで頭の痛い存在となっている。しかしいずみ同様、土壇場になるとミスはゼロで、血液を恐れず完璧に仕事をこなし、いざという時に本領を発揮する。『ナースのお仕事ザ・ムービー』では、銃弾に打たれたいずみのオペの機械出しとして健太郎、翔子のサポートを担当。いずみが心停止し、亡くなったと信じ込んでしまった際は動揺し現場を離れるも、それまではオペ室ナース並みのプロフェッショナルなフォローを行っている。いずみとは当初は対立するも、次第に「ケンカするほど仲がいい」存在になっていく。パート3最終回で担当していた毛利が亡くなりショックを受け、さらに共に担当していたいずみが毛利の死にショックを受けていないと思ってしまい、この仕事を続けているといずれ患者の死に慣れてしまうことを恐れ、一度ナースを辞める。その後、根本からいずみの患者に対する想いを聞かされ復帰する。本人曰くナースは「暇つぶしの仕事」「男受けがいいから」続けていて、金持ちと結婚してさっさと寿退職するつもりであった。
パート4以降は登場していない。
上原真弓（うえはら まゆみ）
演 - 国分佐智子
パート3、映画に登場。
大島取り巻きトリオの1人。いずみと同期のナース4年目であるが、いずみとの私的な付き合いは一切ない。いずみとは「朝倉さん」「上原さん」と呼び合っている。パート2の北村のような位置づけの面もあるが、職場内の恋愛は一切ない。いずみよりも優秀で真面目なナースではあるが、しょっちゅうトイレでサボるなどのだらしない一面もある（第10話にて工藤の発言により判明）。
パート3前半では、いずみの陰口をきいたり悪口を言ったり、翔子に嫌味を言うこともあった。が、後半では、翔子の娘・まりあと接したり、その後のナース勢とドクター勢との対立騒動を機に翔子やいずみとの不仲は解消されていった。特に他の2人（工藤・松坂）と違う判断や行動をすることで、キャラクターやストーリーに弾みがついていた。
第22話では他の二人と共に主役のような形になっていた。
映画版では台詞が多くなっており、また、いずみをよく知る同僚的な側面が強調されていた。
パート4以降は登場していない。
松坂弘子（まつざか ひろこ）
演 - 高田聖子
パート3のみの登場で、同シリーズにおける大島取り巻きトリオのリーダー格。独身。勤務年数は不明だが、大島よりは後輩で工藤よりは先輩または年長である。上原を含めトリオであるが、工藤とは互いに相方のような存在になっている（工藤からは「松坂さん」と呼ばれるものの、タメ口を聞かれることがほとんどであるため、この2人の上下関係が曖昧になっている）。
前半では翔子への嫌味を言うことも大島に次いで多かった。
第13話の病棟旅行では、他の2人（工藤・上原）とともに、同行していた沢田夫妻の娘、まりあに癒される一方で、旅先や帰ってきてからもカラオケに連れ出す大島に嫌気がさし、一時的に大島と対立した。
第22話では3人でストーリー上の主役になった。このときは大島の引き抜き話を聞かされ、自分たちが見捨てられたと、他の2人とともに怒り、再度一時的に大島と対立し、3人で共謀して1日だけズル休みする（これにより、大島だけでなく、翔子・いずみ・まどか、さらにはドクターも迷惑を被った。その後、3人での夜勤時に急変した伊達を、電話を通じての大島の助言（上原が浜野に伊達が急変したと連絡するも、引き抜かれ先の院長と酒を飲み、泥酔状態で対応不能。一緒にいた大島が浜野の携帯を取り上げ、心室細動を起こす可能性があるため除細動機を出すよう指示）により救っており、この時は自ら除細動を担当した（本来除細動機はドクターの許可無しで使用してはならない機械であり、ドクターの許可なく勝手に使用したと工藤、上原と共に浜野から激しく叱責される。しかし沢田が「許可なら僕が出したよ」「3人が伊達さんを必死に救おうとしていた時、君は一体どこで何をしていたんだ。君の患者さんだろう」「君こそ何さまのつもりだ」と逆に浜野を叱責。これにより浜野からの叱責はおさまった。）その後、3人で「私たちを育ててくれたのは大島さん」と、大島に感謝して和解する。
いずみ・上原・まどかのことは呼び捨てにしている。工藤に対する呼び方は不明。
病院関係者で唯一パート3のみ登場し、映画版以降は登場していない。
工藤幸子（くどう さちこ）
演 - ふせえり
パート3、パート4に登場。
大島取り巻きトリオの1人。独身。パート3の時点では祖母と母が扶養家族であるが、パート4では母のみとなっている。勤務年数は不明だが、いずみ・上原よりは先輩であり、この両名とまどかのことは呼び捨てにしている。前述の松坂に対しては「松坂さん」と呼ぶ場面があるが、松坂にはほとんどタメ口である。パート3第13話での台詞から、前年の病棟旅行の時にもいずみと一緒だったことが語られており、その時点ですでに総合病院の同僚だったことが明らかである。パート3第22話では他の二人（松坂・上原）と共に主役のような形になっていた。映画版には登場していない。パート4では取り巻きトリオのリーダー格となり、台詞が多くなった。
※第6話で登場した出勤表における序列は以下のとおりである。
根本（総婦長）―翔子（主任）―大島―松坂―工藤―上原―いずみ―赤木

### 映画版
矢口俊子（やぐち としこ）
演 - 根岸季衣
看護部長専任となった根本の後任として、他の病院からやってきた新外科婦長。
根本とは違って何事においても妥協を一切許さない厳しい性格であり、そのためこれまでのやり方をことごとく否定して毎年恒例の病棟対抗歌合戦などの行事を廃止にするなどし、翔子と対立する。取り巻きのナースとして、後述の桑田・高津がいる。かなり無責任でもあり、ナースステーションを乗っ取られた時には部下たちを見捨てて自分が先に逃げようとしていた。
瞬時にガードマンを呼び、犯人（猿渡）を追い出そうとしたり、初めは完全に警戒心を強めていたが、クライマックスでは一緒に焼肉弁当を食べたり、一緒にケーキを食べ、お誕生日をお祝いしたりと、いずみのペースに乗せられてしまう。
映画版ラストでは外科婦長を退いており、翔子が後を引き継いだ（いずみが撃たれたシーン以降の出演は無い）。
桑田和子（くわた かずこ）
演 - 土屋久美子
矢口取り巻きコンビの1人。パート4以降は登場していない。
高津幸江（たかづ さちえ）
演 - 小林美江
矢口取り巻きコンビの1人。パート4以降は登場していない。

### パート4初登場
河合ひろみ（かわい ひろみ）
演 - 安達祐実
いずみが2人目に指導した新人ナース。パート4にて若葉会の外科病棟に配属され、いずみの下で働くこととなった。小柄。とても新人ナースとは思えないほど仕事においては完璧で優秀であり、パート3にていずみが最初に指導していた自身の前任である新人ナースのまどかと対照的である。ただし、その態度故に大島派からはしばしば反感を買っている。大量の血液を目の当たりにすると、過去の記憶からか、過呼吸に陥りパニック状態になってその場から逃げるが後に克服。優秀さ・プライドの高さが災いしてか、ミスを犯した際の挫折感に堪えられず一度はナースを退職して引っ越しセンターに転職するが、いずみや健太郎の説得で仕事に復帰した。しかし、それがきっかけで健太郎に恋心を抱き始め、トレードマークだった眼鏡とポニーテールをやめ、コンタクトをして可憐な姿になり、健太郎にアプローチをしかけ始める。いずみも初めは気にしていなかったが、次第に怒りを覚え始める。大島らに「夫婦関係を壊すのは罪深いこと」と咎められても「出会う順番が間違っていただけ」と聞く耳を持たなかったが、当の健太郎に振られてからはあっさり身を引き、その後はポニーテールに戻る（コンタクトはそのまま）。通勤時は自転車を使用していたが後半になると弟の就職が決まって思い切って購入した（または恋をしたきっかけで購入した）自動車でのマイカー通勤になる（車種はダイハツのコペン）。いずみのことは当初は指導係であるにもかかわらずドジばかりのいずみに苛立ちついには指導係の変更を直訴するほどだったが、一度辞めた自身を連れ戻すなど少しずついずみを信頼するようになり、呼び方も最初は「朝倉さん」と呼んでいたが、次第に「朝倉先輩」と呼ぶようになる。
堀内良恵（ほりうち よしえ）
演 - 宮田早苗
大島取り巻きトリオの1人。工藤同様に、いずみよりも先輩だが、工藤との上下関係は不明。第2話で大島らが作成したナース一覧表では工藤の下に位置していた。パート3におけるトリオの場合と違い、人物像が深く掘り下げられることはなく、目立った活躍は無かった。
金田由香（かねだ ゆか）
演 - 須之内美帆子
大島取り巻きトリオの1人。いずみと同期とされる（ただし、『ナースのお仕事4』（フジテレビ出版）における須之内の話では、いずみより1歳ぐらい年上と語られている）。第2話で大島らが作成したナース一覧表では堀内の下かついずみの上に位置していた。パート3の上原のような立場だが、彼女と違い、いずみのことを（少なくとも3人称では）「朝倉」と呼び捨てにしている。河合に対してはさん付けした回と呼び捨てにした回がある。堀内同様、パート3におけるトリオの場合と違い、人物像が深く掘り下げられることはなく、目立った活躍は無かった。
※第2話で登場したナース一覧表における序列は以下のとおりである。
大島（主任）―工藤―堀内―金田―いずみ―河合

### 再会編
安藤美嘉（あんどう みか）
演 - 柿丸美智恵
第一外科主任で、大島と同じく黒縁眼鏡を掛けている。これまで登場した主任（経験者）と異なり、年齢的に近いこともあってかいずみの顔を立てている。いずみに対し「お噂は色々と…お聞きにならない方が」と言葉を濁したり、後述の村上をいずみが叩いた折には「その状況なら私でも」と支持していた。台詞から夫はドクター以外の仕事についている。子供がいる。
中野友加子（なかの ゆかこ）
演 - 小林きな子
第一外科所属の大柄ナース。一時的に在籍した外科医・溝口に気がある。
村上佳菜美（むらかみ かなみ）
演 - おのののか
第一外科所属。若手だが、経験年数は不明。大部屋の入院患者・長瀬からセクハラ行為を受けていることに悩んでいる。そのため、ラウンド時に長瀬のところに行かず、それが原因で長瀬の異変を招いてしまい、いずみに平手打ちされる。

## ドクター
沢田俊介（さわだ しゅんすけ）
演 - 長塚京三
パート1〜3に登場。
外科部長。一人称は基本的には「僕」、ごく稀に「俺」、オペ時や一部の患者には「私」になる。かなりの腕の持ち主で、難しい手術を何度も成功させ患者から信頼を得ている（これまでに経験した手術の中で一番難しい手術はパート3第18話にて経験した肝中央二区域切除である）。仕事を離れたときはコミカルなキャラクターであり、(元）妻の翔子絡みのこととなると、我を忘れパニックになることもある。また娘のまりあを溺愛している。しかしオペなど職務中は一転して厳格になる。研修医の牧原が自身の技量を過信し無断でオペを行い、大腸ガンを盲腸と誤診した際には厳しく接し、怒鳴りつけたり殴り倒すこともあった。
パート2では当初、翔子の主任就任を反対していた。パート3第4話で一時退職し専業主夫になるも、パート3第6話終盤で外科部長として復帰し、仕事と家庭を両立しながら円満に夫婦生活を送ってきた。しかしパート3第21話にてかつて自身が指導していた研修医であって翔子の元彼である麻生が若葉会に転院し、翔子がその麻生と久々の再会を果たした際には一時とても不機嫌となった。
映画版ではまりあと共にアメリカ旅行をしていたため若葉会総合病院に不在という設定になっていた（その最中に若葉会のほうでは銃を持った犯人が立てこもるという事件が起こったが、自身はアメリカへ旅行中で不在だったためそのことも知っていない）。
その後（パート4開始時点）、渡米が決まったがその際、翔子は外科婦長に就任したばかりだったため、ナースを辞めることができず日本に残ることになり離婚。映画版以降は登場していない。パート4最終回で翔子に手紙を送り、翔子がそのことを永島に話すシーンがある。また、場面は描写されていないが、別の女性との再婚をすることが判明した。
とても腕の良いドクターであるためその実績をアメリカの病院に買われて何度か渡米の話が持ち上がるものの、あることを理由にその渡米の話を断り続け、それがきっかけで若葉会総合病院の外科部長をパート3まで務め続けた（映画版ではただアメリカへの旅行中ということだけであって若葉会にはまだ在籍中であり、パート4にて若葉会を去って渡米し、アメリカの病院へと移っていった）。
離島編/再会編では、アメリカ留学中のまりあの面倒を見ている（翔子との電話での会話より）。
パート1からパート2までは自身の下に浜野のような中堅ドクターがいなかったため、研修医の指導医も兼任していた。
浜野雄一（はまの ゆういち）
演 - 石原良純
パート3から登場。本作では唯一の中堅ドクター的な存在であり、ストーリーに厚みを出す存在であった。パート3開始時点ではドクターになって7年目（第22話の本人の台詞より）であり、湘南大学病院から若葉会総合病院に異動して当院の外科に所属し、研修医である健太郎の指導医となる。大島と同じ黒縁眼鏡がトレードマーク。
やや傲慢な性格で、大声を出すなどかなり荒っぽい言動をする直情型の性格で、健太郎はおろか時には上司の沢田に対してすら一人称を「俺」として話したり、「ナースに甘すぎる」などはっきりとものを言う。趣味はゴルフやボウリングであり、自身と同じくゴルフが趣味の大久保院長とは馬が合うため派閥は院長派である。大のボウリング好きであり、マイボールにマイシューズを所有している。
自分の後輩である健太郎に厳しいところがあるが、いじめているわけではなく、荒々しい兄貴とやや大人しい弟のような関係である。本心では健太郎を信頼しており将来を期待しているためである。水島の登場時には健太郎とともに彼に対抗しようとしたり、いずみを奪われた健太郎をカラオケに誘ったりしていた。
仕事に対して行き過ぎとも言える貪欲さを見せる健太郎とは、時たま衝突する。学会に論文を発表することに余念がなく、出世に精を出している。健太郎の渡米研修を斡旋した。
第11話では突然盲腸で倒れ、健太郎による緊急手術を受けることとなる。しかし健太郎にとってそれは初オペとなり、彼にお腹を切られるのを当初はとても嫌がり反対していたものの、手術は無事成功し一命を取り留めることができた。
ナースに対してもやや傲慢で厳しい（というか、軽んじている）ところがある（特にいずみや翔子に対して）。そのため当初はナースとの付き合いを軽んじていたが、パート3第13話で松坂ら3人に誘われてカラオケに行ってから、大島派との付き合いが多少ながら出てくる。
大島とも最初は付き合いはなく、患者の状況に関する意見を退けたりしていた。同第22話では、沢田夫妻の存在故に昇進できないなどの共通点から引き抜き話に誘うなど、意気投合し始めていた（この件は当初、いずみと健太郎に職場恋愛と誤解された）。パート3最終回でついに大島と結婚。子どもを2児もうける。
その傲慢さ故に、時折沢田から苦言を呈されている。パート3第22話では自らが泥酔して担当患者の伊達の急変に駆けつけられなかったにもかかわらず、代わりに除細動を行った松坂らやそれを指示した大島を糾弾したときにはさすがに沢田の怒りを買い、怒鳴られはしなかったものの、ナース一同の目の前でかなり厳しく叱責された。
映画版ではアメリカへ旅行中の沢田に代わって外科部長代理を務め、その際に臓器移植の手術を担当することとなる。臓器移植の手術は10回以上も経験しており、一度は提供された臓器が古かったために失敗となったことがある（健太郎の発言より）。しかしその臓器移植の手術当日に銃を持った犯人（かつて若葉会総合病院に入院していた猿渡）が若葉会総合病院に立てこもるという事件が起きたためにその手術を行うことがなかなかできなくなり、さらにはその手術を受ける予定だった患者の容態が急変し、すぐさまその患者の手術を水島と共に行った。
若葉会に赴任した時から次期外科部長の座を狙ってとても張り切っており、パート3第4話から第5話では育児のために一時退職した沢田に代わって外科部長代理を務め、映画版ではアメリカへ旅行中の沢田に代わって外科部長代理を務め、そしてパート4では渡米した沢田に代わって外科部長に昇進するのを心待ちにしていたが、結局は永島が外科部長に就任したため外科部長への昇進はできなかった（沢田が渡米してから永島が若葉会に赴任して外科部長に就任するまでの間は外科部長代理を務め、もう次期外科部長になるんだと張り切っていた）。また、永島就任直前に外科部長就任祝いとして、ゴルフクラブを買いたいと大島に話して買ったものの、外科部長就任の夢は叶わず大島と夫婦喧嘩となってしまった。そしてパート4第9話では出世のために正しい医療技術を学ぼうとして名医と評判な稲本教授に出張オペを依頼し、その稲本の出張オペにて介助を務めることとなった。しかしその稲本のオペ中に腰痛で倒れ、その際に病を脊椎カリエスだと偽って外科のスタッフらを騙してしまい、それから終盤で検査を受けたらただのギックリ腰だと判明し外科のスタッフらを唖然させてしまった（腰痛の原因を脊椎カリエスだと偽ったのはもしそんなひどい病気だったらどうしようかと考えていたからであり、それが元で稲本教授の件で一時対立したナースらと和解するきっかけとなった）。パート4第5話では稲本教授の名前を自身の口から語るものの、その稲本が登場したのは第9話であり、第5話には登場しなかった。その後パート4最終回でアメリカの病院からの誘いがあったが、大島は外科婦長就任のため若葉会総合病院に留まることになり、1人で渡米しアメリカの病院へと移る。再会編では既に帰国して若葉会総合病院に戻って来て第二外科部長となっている（大島の発言より）。自身はパート3で若葉会に赴任してからは次期外科部長の座を狙っていたがなかなか外科部長にはなれず、パート4最終回でアメリカの病院へ転勤してから再会編開始までの間に帰国して若葉会に戻り、その際にやっと念願が叶って第二外科部長に就任することができた。
立場上、健太郎をはじめ他のドクターとの絡みが多く、いずみと絡む場面は比較的少なかった。
ゴールドカードを持っており、パート4第9話にて稲本教授の件でナースらと対立した際にはそのゴールドカードを大島にこっそり使われ、大島はそのゴールドカードでナースらに高級料理を奢った（いつもは高級寿司屋へよく行って寿司を食べているが、その時は大島に小遣いを減らされて金銭面に余裕が無くなったのを機に仕方なく永島や翔子が行きつけの安い回転寿司屋へ行って永島と健太郎と3人で寿司を食べた）。
今作に登場したレギュラードクターの中では唯一入院したことのあるドクターであり、これまでに2回入院している（パート3第11話では突然盲腸で倒れて緊急オペを受けてしばらく入院し、パート4第9話ではぎっくり腰による腰痛で倒れてしばらく入院した）。
桂木京子（かつらぎ きょうこ）
演 - とよた真帆
パート3第14話〜第16話に登場（クレジット上はゲスト扱い）。
アメリカから帰国したシリーズ唯一の女医。健太郎の医科大学時代の先輩。沢田との異なった治療方針やナースを軽視する態度（翔子・大島以外）をとり、ナースからの反感を買われる。また健太郎が自分についていくこともあって、いずみとの仲が険悪になるほか、沢田も「京子ちゃん」呼ばわりしていたことが原因で、翔子にも反感を買われる。ついには彼女が原因でナースと彼女を含めたドクターが日々対立する派目にまで至ってしまう。さらに、第14話の終盤では「レベルの低い喧嘩は私抜きでやってちょうだい」といずみに引っぱたき、その直後にいずみに叩き返された。その後ナースとドクターの仲を直しかけたところで「アメリカに向いている」という沢田の意見や「婚約者がいる」という自らの理由もあり、若葉会総合病院を辞め、アメリカの病院へと移った。アメリカ生活が長かったことがあり、スキンシップが激しい。健太郎がオペを成功したお祝いとしてキスをする。とても腕の良いドクターであり、これまでに難しい手術を幾度となく成功させてきたほどである。しかし第16話にて経験した帝王切開の手術は自身にとって初めてであり、当初はその帝王切開の手術を拒否していたが、翔子のサポートにより帝王切開の手術を何とか無事に成功させることができた。
永島淳平（ながしま じゅんぺい）
演 - 益岡徹
パート4・離島編/再会編に登場。
渡米した沢田の後任として長野の病院からやってきた新外科部長→第一外科部長（離島編/再会編時）。沢田と同様に優秀で腕の良いドクターである（パート4第9話で恩師の稲本教授曰く「君は優秀だった」と言わしめるほど）。専門は外科だが、麻酔科勤務の経験もあり、離島編では麻酔を担当した。沢田以上に患者とのコミュニケーションを大切にし、当初は過剰な患者との会話に健太郎はなかなか受け入れることができなかったが、次第に尊敬するようになる。場面は描写されてはいないが、翔子曰く「患者の心に常に寄り添う、ナースのようなドクター」を目指しているとのこと。翔子の仕事ぶりや考え方に次第に共感するようになり、訪問看護科立ち上げの際何かと協力する。パート4第9話では医科大学生時代の恩師である稲本教授が浜野に出張オペを依頼されて若葉会へやって来て久々の再会を果たし、その稲本教授の件でナースらと一時対立した際にはドクター側の味方に付き、稲本教授には大事なオペをやってもらうわけだから何を言われても我慢しろとナースらに言い放った。パート4第12話で翔子にプロポーズしたが、断られてしまう。だがパート4最終回で翔子が沢田から送られた手紙のことを話したことにより、交際継続となった。
離島編/再会編では長らく翔子になかなかプロポーズできずじまいにいたが再会編の終盤、いずみの計らいで翔子にようやくプロポーズをした。
医科大学生時代はとても腕の良い名医と評判なドクターである稲本教授の下で正しい医療技術をたくさん学び、そのおかげで腕の良い立派なドクターになることができたため稲本を心から尊敬している（稲本教授とはパート4第9話にて久々の再会を果たし、しかも稲本は浜野に出張オペを依頼されて若葉会へ出張オペをしにやってきた）。パート4第5話では稲本教授の名前が浜野の口から語られるものの、その際には稲本が自身の恩師だということまでは明かされず、第9話にて稲本が登場した際にその稲本が自身の恩師だということまで初めて明かされた。
ドクターでしかも外科部長でありながら高級寿司屋へは滅多に行かずいつも安い回転寿司屋へ行って寿司を食べており、パート4第1話ではその際に翔子とその娘のまりあと偶然出会った（最初は翔子が若葉会のナースだとは気付かず、それに自身が若葉会に新しく赴任してきた外科部長だと翔子にも気付かれなかった）。
久野院長（くのいんちょう）
演 - 仲谷昇
パート1第3話と最終話に登場。ゲスト扱いではあるが事実上の準レギュラーではある。
パート1に登場する若葉会総合病院の院長。パート3以降は当院の院長を既に退いており、その後任として大久保がパート3にて当院の院長に就任したため登場していない。
下の名前までは明かされていない（クレジット上でも久野院長と表記）。
大久保ひさし（おおくぼ ひさし）
演 - 神山繁
パート3第4・10・16話、パート4第12話と最終話に登場。ゲスト扱いではあるが事実上の準レギュラーである。
パート3以後に登場する若葉会総合病院の院長。非常に傲慢で厳しい性格なため当初はナースのことをあまり快く思っておらず、出来が悪くて役に立たないと判断したナースは即刻リストラするほどであった。
パート3第4話では、辞職を申し出た沢田を引き留めようと、妻である翔子に非常に高圧的に説得を命じ、根本からも怒りを買う。この時はまだ名前が明かされなかった。
パート3第10話（この時点で65歳）では事実上のメインゲストとなり、初めて名前が明かされる。内科のナースを1名リストラし、外科のナースを1名リストラしようとした矢先に自身が愛人宅で転倒し、自身の病院に搬送され、外科病棟に入院する。入院当初は院長であることは伏せられ、名前も偽名の小久保ひさしにされた。そのため大部屋の患者たちからは本当に小久保さんだと思われ、さらには「石屋」と誤解された。その際にいずみとまどかと大島派4名から報復される。その後すぐに若葉会の院長であることや本名が大久保ひさしであることが大部屋の患者たちにバレてしまい、それから食道動脈瘤の破裂で吐血して緊急オペを受け、翔子やいずみのケアによりリストラを取りやめる。その後、愛人のために経費を使い込んでいたことが発覚した。
パート3第16話では、査問委員会の場面のみ登場した。立場上かナースに味方はしなかった。
パート4第12話、最終話でも会議の席でのみ登場している。
永島が以前在職していた長野の病院の院長と知り合いである。
大久保自身が理事長の存在に言及していることから、理事長兼務ではない。
趣味はゴルフであり、自身と同じくゴルフが趣味の浜野とは馬が合う。
溝口榮太郎（みぞぐち えいたろう）
演 - 要潤
再会編に登場。健太郎とは大学時代の知り合いで浜野の大学の後輩。無口で無愛想なところがあるが、礼儀正しいところもある。いずみと翔子を食事に誘い、その際に健太郎との結婚するまでのことや沢田との結婚生活や離婚した理由などを聞いた。元看護師で患者の川澄穂奈美との結婚に悩んでいたのが理由で聞いた。以前、川澄との結婚する話になっていたが、両親に半人前という理由で反対されたこともある。しかし、一人前の医師として再度プロポーズしたが、断られた。その後、浜野の紹介で結婚することになったが、式当日に退院して渡仏した川澄が現地で再入院したと聞いて結婚は破談となった。浜野は納得いかなかったが、大島は溝口と婚約者の気持ちを理解していたのか糾弾せず、フォローした。その後、若葉会を退職して医学の道を退いて渡仏して川澄と共に美術の勉強をしつつ結婚した。処置中も沢田や永島のように冷静に対応していた。

## 研修医（後にドクターとなる者を含む）
水島龍太郎（みずしま りゅうたろう）
演 - 岡田浩暉
パート1とスペシャル、パート3第18話・第19話と映画、離島編/再会編に登場。
収入が少ないためにいずみたちの住む看護婦寮に住むこととなった（本来看護婦寮は男子禁制であり男性が住むことは許されないが、病院から特別に許可を得て住んでいた）。幼少の頃に弟を自転車事故で亡くし、その時に見た血が原因で血を見るのが怖くなり、それがトラウマで少しでも血が視界に入ると気を失ってしまう。そしてそのことが原因で初のオペが遅れる羽目となった。
その後パート1第8話でようやく初オペに成功した（その患者はいずみの幼馴染みの三上博之）。その後スペシャルで青森の総合病院に移る。
パート3第18話で患者の付き添いで若葉会総合病院を3年ぶりに訪れてスペシャル以来の登場を果たし、いずみと再会する。パート1とは異なり一人前で腕のいいドクターへと成長し、多くの患者たちから信頼されるほどとなっていたが、血を見ただけで倒れる所は研修医時代と変わっていなかった。いずみへの恋心は捨て切れず、健太郎と交際していたにもかかわらず、いずみにプロポーズし、いずみを悩ませる。いったんいずみがプロポーズを受け入れ結婚目前であったが、結局破局。いずみとの結婚はなくなった。その後いずみとは元彼かつ友人としての関係で接している。
映画版では若葉会総合病院にて臓器移植の手術が行われることとなったため、その提供された臓器を持って当院へやって来る。しかしその日犯人（かつて入院していた患者）が銃を持って立てこもるという事件が発生したため臓器移植の手術が中止になることを懸念した。だが最終的にはその手術を受ける予定の患者が事件解決直前に突然吐血して倒れ、その患者の緊急手術を浜野と一緒に行い、その際に臓器移植の手術も行い命を救った。
パート4には登場していない。
離島編/再会編では映画版以来の登場を果たした。また事故により出血している患者を目の前にしても的確な処置を行っていることから、血については克服はしている模様。
シャケのおにぎりと焼肉が大好物。
趣味は人体模型とデュエットして歌うことであり、最初はそのことを誰にも内緒にしていたが、パート1第4話でいずみたちにその秘密がバレてしまった（いずみたちはちょうどその頃新人研修としての体験入院で寮には不在であったため、誰にも見られずに人体模型とデュエットして歌って楽しんでいたが、新人研修を勝手に放り出して寮へ戻ってきたいずみたちにその場面を偶然発見される）。
パート1では短髪であったが、スペシャル以降は長髪となり、パート1からスペシャルではメガネをかけていなかったが、パート3以降はメガネをかけるようになった。
パート1では若葉会総合病院の研修医であるためレギュラーとなっているが、パート3の18話・19話に出演した際はゲスト扱いとなっている。
牧原耕太郎（まきはら こうたろう）
演 - 松岡昌宏（TOKIO）
パート2に登場。
今作品に登場するドクターの中で一番若いドクターである。水島とは対照的にクールで気が強い男である。その気の強い性格が災いしており、いずみのアドバイスを聞かずに誤診を招くことになった。その性格が原因で沢田に殴られる羽目になる。一度失敗したら中々立ち直れないところもある。しかし成功したら鼻が高くなり、調子に乗る場面も出てくる。研修医の収入が少ないせいか毎日カップ麺を食べている。
自身の勤める若葉会第二病院に異動して1日目のいずみに誤ってバケツの水をかけられ激怒し、当初はいずみを最低なナースだと見下していた。しかしいずみに想いを寄せられるが、北村からも想いを寄せられ、さらには小池からもストーカー気味につきまとわれる。いずみと北村と三角関係気味になった。いずみとは恋に落ち、一人前のドクターになったら彼女と結婚しようと考えていたが、自身は一人前のドクターになってからは地方の病院へ転勤となり、それからいずみとは音信不通となり破局した。
幼い頃に父を病で亡くし、母により女手一つで育てられた。母はいつも亡くなった父（夫）にお経を唱えるのが日課となっている。自身は幼い頃に父を病で亡くした事をきっかけにたくさんの人の命を救おうと考え、そのためドクターの道へと進んだ。
パート3以降は登場していないが、パート3第11話でのいずみと翔子が飲酒するシーンで翔子が「牧原は地方の病院に行ったきりで、音信不通になって（いずみとの恋人関係が）自然消滅になった」と話すシーンがある。他の2人と違い、唯一研修医のまま姿を消し、再登場しなかった。
高杉健太郎（たかすぎ けんたろう）
演 - 藤木直人
パート3から登場。昭和46年（1971年）4月16日生まれ。
若葉会総合病院外科の中では一番若いドクターである。若葉会総合病院の外科に研修医として配属となるが、初出勤日に駅の構内にて切符を買う寸前に栄養失調で倒れ、お互い同僚になるとは知らないままいずみに助けられ、そのままいずみ付き添いで救急車で若葉会総合病院へ。救急外来にきた患者を誤診し、沢田のオペの甲斐なく死亡。自分がしっかり診察していればと落ち込んでいた際に朝倉に励まされ、「（住んでいたのが医局であったことから）2人で住めば家事も当番制になる。浜野先生にもいちいち気をつかわなくて済むから、一緒に暮らさない？（事実上の交際）」といずみに誘われ、大家の許可を得ず無断で転がり込む（パート3第17話にていずみのアパートに無断で住んでいることが大家にバレてしまう）。だらしないいずみに代わりゴミ出しや料理をするなど家事に対してはマメだが（家事に対してマメなのは母がフリーライターであって世界各国を飛び回っていていつも家にいない時が多く、そのため子供の頃からそんな母に代わってよく家事をしていたからである）、ケンカをしてアパートから追い出され、医局に住み着くことがあった。パート3第11話では自身の指導医である浜野が突然盲腸で倒れ、その浜野の手術を担当することとなる（自身にとってはこれが初オペとなった）。パート3最終回で念願のアメリカ研修へ行き、1年後に帰国していずみと結婚する。それと同時に一人前のドクターへと成長した。
映画版では、妻・いずみがマシンガンを手にした犯人から銃を奪おうとした際に銃撃を誤って受けて瀕死の重傷を負い、その手術を執刀。妻の体にメスを入れる恐怖があったものの、翔子のアシストにより恐怖を克服。途中、いずみが長時間に及ぶ心肺停止となり、蘇生を続けるも、応援に来た水島の判断により（長時間心臓が停止していたことから）死亡が確定とされ、いずみの体につけていたモニターや麻酔機が外されるが、その判断に納得せず「新婚旅行でハワイに行くんだろう!」「早く起きないと置いていくぞ!」と、妻への思いを涙ながらに伝え、いずみの頬にキスをしたところ、その思いが通じたのか息を吹き返した。
結婚後は「いずみ」「健太郎」と呼び合っているが、いずみが不機嫌になると「高杉先生」と呼ばれる。パート4最終回でアメリカの病院に異動が決まった浜野から誘いを受けるが、いずみの意思により、母の看病と診療所を開くことを理由に母の故郷に帰るため、いずみと共に若葉会総合病院を退職し、開業医となった。
離島編/再会編では、長らくいずみと共に高杉診療所を営み、悠々自適の生活をしてきたが、新たな最新医療を学ぶため、若葉会総合病院が用意したアメリカでの最新医療の研修プログラムを夫婦で受けようとするが、夫婦が住む新居が未定の状態となりいったん健太郎のみアメリカへ向かう。そして再会編終盤にて夫婦での新居も決まりようやく揃ってアメリカへ行けることになったが、前述の通りいずみが出発間際に失態を犯したため、その後どうなったかは描かれなかった。
誰に対しても優しく、人当たりがいい（自身が誰に対しても優しくて人当たりがいいのは小さい頃から母に溺愛されて育ったからである）。そのためいずみによく嫉妬される。いずみには乱暴な言葉遣いをすることもあるが、恋人故の気安さという範囲である。物腰は柔らかだが仕事に関しては野心家で強情な面を見せる。仕事に熱中するあまり視野が狭くなり、パート3ではオペ中に沢田の指示を聞かなかったり、パート4では難しいオペ中に永島のアドバイスに耳を傾けようとしなかったことがある。一方パート4では、自信をなくしたひろみを励まし、復帰させることに成功した（しかし、そのことでひろみが健太郎に恋心を持ち、いずみと衝突することになってしまう）。パート4第9話にて登場したとても腕の良い名医である稲本教授が出版した本は以前から読んでおり、そのためその稲本のことをとても腕の良い名医だと尊敬し期待していた。しかしその稲本教授がとても腕の良い名医だというのは肩書きだけであり、実際にはとても傲慢な性格であったため愕然とし、さらには普通のドクターとは違って手術のやり方がとても早かったため驚いていた。
祖父は町医者であり、父は普通のサラリーマンであり、母はフリーライターであって世界各国を飛び回っている。小さい頃からずっと母に溺愛されて育ってきたが、母はフリーライターであって世界各国を飛び回っているためそんな母には滅多に会えない時が多かった。大学の先輩である桂木にラブレターを渡したことがあり、さらには医大時代に教授の娘と付き合っていた。自身がドクターの道へと進んだのは町医者である祖父に憧れていたからであり、それがきっかけで祖父の後を継いでドクターとなった（パート3最終回にて研修医から一人前のドクターになるが、祖父が経営していた診療所は継がずに若葉会総合病院でずっと働き続け、その後パート4最終回にて若葉会を去って母の故郷である式根島に診療所を開設し経営するようになった）。
同僚ドクターと仕事以外で関わっている描写は少なく、友人関係は不明。ナースの中で翔子と大島が苦手。だが浜野とバーでよく飲んでいることが発覚している。健太郎にとって浜野の存在はたった1人の先輩であり、浜野がパート4第9話で社会復帰できない騒ぎになった時には涙を流したこともある（しかし浜野はその時腰痛の原因が脊椎カリエスだと嘘をついていたが、後に検査を受けたらただのギックリ腰だという事実が判明し周囲が唖然となった）。
パート3では当初は手術の際に青色の手術着を着ていたが、第14話以降は緑色の手術着を着るようになった。しかしパート4では手術の際にほとんど青色の手術着を着ており、緑色の手術着を着ることは無かった。
メロンパンが好物。醤油ラーメンをたらふく食べてメロンパンでしめるという食べ方が好きらしい。この食べ方はいずみも好きなようで、ドラマ中よくラーメンやメロンパンを食べるシーンが出てくる。いずみと同じく、美味しいものを沢山食べることが好き。料理上手でお好み焼きやオムライスなどを作る。

## 医療関係者以外（家族、大部屋常連患者など）

### パート1
三上博之
演 - 諸星和己
いずみのボーイフレンドであり、幼馴染みで大学4年生。大学へは現役入学したが2度留年しているため6年間在籍している。たこ焼き屋「京たこ」（実在）の移動販売車店舗でアルバイトとして働いているが、店を任せられている。いずみが定職に就いたこともあり、「京たこ」の正社員登用就職試験に挑むが、当日に虫垂炎を発症して水島による緊急手術を受けることとなる（その緊急手術が水島にとっては初オペとなった）。シリーズを通して終始三角関係になるのはこのシリーズのみ。
スペシャルで友人の涼子を妊娠させてしまったこと（詳細および真相は谷口涼子の項を参照）をきっかけにいずみとは疎遠となった模様で、パート2以降は登場していない。
木村義和
演 - 田山涼成
パート1に登場し、いずみが担当する大部屋の常連患者。入院期間がとても長く、パート1開始時点で既に入院していた。パート2では若葉会第二病院に転院し、第1話ではいずみに命を助けられる（パート1終了からパート2開始までの間に一度退院してまた入院したのかは不明である）。
里中
演 - 斉藤暁
大部屋の常連患者。大のプロレス好きであり、第4話では同室に入院する木村とプロレスごっこをして何度も転んで膝を擦りむき、その際に何度もナースコールをしていずみを困らせた。

### パート2
市川太一
演 - 田口浩正
いずみが担当する大部屋の常連患者で、外資系ビジネスマン。元々は腸閉塞のために手術を受け入院していた（パート2開始時点から既に入院しており、腸閉塞の手術を受けたのはパート2開始直前である）。第5話で鼠径ヘルニア脱腸の手術を受ける。最終回でようやく病状も回復し無事退院するが（最初は自分で勝手に退院しようとしてナースらに引き止められるが、その後沢田から退院の許可が出る）、退院直後に工事現場からの転落事故で内臓破裂の重体となり手術を受ける。術中に心停止し、沢田は心臓マッサージをし牧原が止血した。そして術後2週間で意識が回復しようやく元気を取り戻したかのように思えたのだが、その後血小板が減少し出血傾向があると懸念され、その懸念通り血小板減少による出血のため突然多臓器不全を起こし死亡する（いずみが夜勤明けに起こしに行った時にはもう既に心停止しており、心電図モニターをつけた時に死亡が確認される）。
なお、第3シリーズに登場した大部屋の常連患者の毛利正も自身と同じく退院直後に事故で内臓破裂の重体となり大手術を受けるが、彼は自身とは違い術後数日経ってから突然多臓器不全を起こし死亡した。
今作に登場する大部屋の常連患者の中で唯一死亡した患者であり、大部屋の常連患者が死亡したのは今作が初めてである。

### パート3
男性患者の姓の多くは、戦国大名や武将から採られている。第17話のみ女性患者の部屋が舞台となったため、常連の男性患者は登場しなかったが、斉藤善平のみ名前だけ登場した。ゲスト患者は入口から見て右側の一番奥（場面上は左側の一番手前）のベッドに入る。院長の大久保や浜野が患者になった時もこの位置だった。大部屋の常連患者の一部は途中で入れ替わり、17話を除く全話に登場したのは毛利正と斉藤善平の2名である。なお、大部屋の常連患者の1人である毛利正は最終回で死亡し、そのため大部屋の常連患者が死亡したのは前作に引き続いて2回目である。
織田和夫
演 - 石井正則（アリtoキリギリス）
いずみが担当する大部屋（306号室、以下同様）の常連患者の1人。第1〜14話と最終回に登場している。ベッドは入口から見て左側（場面上は右側）の真ん中である。パート3開始時点で既に入院しており、翔子が復帰する3週間前から入院していることが本人の口から語られている（入院したのは突然胃の痛みを訴えて自ら救急車を呼んで病院へ搬送され、すぐに検査を受けたら胃潰瘍だったためである）。製造関係の会社に勤めているためかパソコンが得意で、病院内のあらゆるデータを集めるのを趣味とし、特にいずみの失敗の統計を細かくとっていて、何かあるたびに披露するのが入院生活の楽しみとなっている。誰に対しても礼儀正しく接するため今時の若者とは思えない描写が多い。同室に入院する毛利とは偶然同い年であるため彼からは対等に接されている。入院中には内視鏡検査も受けており、第8話にて冒頭での申し送りの際に10時から内視鏡検査があると翔子の口から語られた。第9話にてストーリー上のメイン患者となり、その際には会社からリストラを宣告されて無理矢理退院し、その後外回りの仕事中に倒れて救急車で運ばれ沢田による緊急手術を受けて一命を取り留める（退院前、沢田からは外科的手術が必要だと判断されるものの、外科だからといって何でも切るのはおかしいといずみに噛みつかれて薬による治療に変更されて退院し、その後突然倒れて病院に運ばれ結局は外科的手術を受けることとなった）。その後しばらく入院していたが回復し、第14話で無事退院し、仕事にも復帰した。最終回の終盤にて挙げられたいずみと高杉の結婚式シーンに正装して再登場した。
毛利正
演 - 石塚義之（アリtoキリギリス）
いずみが（後にまどかも）担当する大部屋の常連患者の1人。第17話を除く全話に登場している。いつから入院したのかは不明だが、パート3開始時点で既に入院していた。ベッドは入口から見て右側（場面上は左側の真ん中）であり、織田の向かい側になる。同室に入院する織田とは偶然同い年であるため彼には対等に接している。パート3開始当初はよく織田のベッドの隣に丸椅子を用意して座って彼と話していた（本来は消灯時間を過ぎたら自分のベッドに戻って寝なければならないが、消灯時間を過ぎても自分のベッドには戻らず織田の隣に丸椅子を用意して座って彼と話していた）。食べ物は特にハンバーグが大好物であり、病院食にハンバーグが出るととても喜んで食べる。そして大のお菓子好きなためいつも隠れてこっそりお菓子を食べており、第7話ではそのことが大島にバレてお菓子を全て没収された（吻合部の浮腫がなかなか取れなかったのはお菓子を食べてばかりいた事が原因だったとその時に沢田が初めて気付き唖然とした）。それに野球好きなためよくテレビでプロ野球中継を観戦しており、自分の好きな野球チームが負けるととても機嫌悪くなる。そして退院したら自慢の愛車でドライブするのも楽しみにしている。入院中に一度手術を受けており、第8話にて冒頭での申し送りの際に術後の経過も安定していると翔子の口から語られた。第12話にて初めてストーリー上のメイン患者となり、その際には体の不調を訴え薬を処方され、その薬をグレープフルーツジュースで飲んだことにより容態が急変し、健太郎と翔子による応急処置を受ける（初めはどのような処置をしたら良いのか分からなかったが、いずみが書いた毛利の看護記録に薬をグレープフルーツジュースで飲む癖があるから注意すると書かれていたため、その記録を見て適切な処置が行えた）。建築会社に勤めており、工事現場の主任をしている。本来は自身が1年後に控えたいずみと健太郎の結婚式のスピーチを担当する予定であった。第23話でようやく病状も回復して無事退院するも、しばらくしてから勤め先である工事現場で事故に遭い、内臓破裂の重体に。すぐに救急車で運ばれ沢田による緊急手術を受け、一命を取り留めたが、術後にはDICから多臓器不全を起こすと懸念されていた。その数日後に懸念通りDICから多臓器不全を起こし死亡する（まどかがラウンド中に突然苦しみ出し、その直後に意識を失い、そして翌朝ついに心停止となり死亡が確認される）。最終回の終盤ではいずみと健太郎の結婚式にて自身の写真が飾られ、その際に自身も写真の中でいずみと健太郎の結婚を拍手して祝った。
なお、前作である第2シリーズに登場した大部屋の常連患者である市川も自身と同じく退院直後に事故で内臓破裂の重体となり大手術を受けるが、彼は自身とは違い術後2週間以上経ってから突然多臓器不全を起こし死亡した。
今作に登場する大部屋の常連患者の中で唯一死亡した患者であり、大部屋の常連患者が死亡したのは前作に引き続いて2回目である。
斉藤善平
演 - 螢雪次朗
大部屋の常連患者の1人。第17話を除く全話に登場している（17話には名前のみ登場した）。ベッドは入口から見て左側の一番奥（場面上は右側の一番手前）であり、すなわち織田の左側で毛利の向かい側である。いつから入院したのかは不明だが、パート3開始時点で既に入院していた。当初は左腕を骨折していたため左腕にギプスをしていた。採血では痛がる（本人曰く、血管が繊細だから）。そのため翔子以外の採血を拒否していると、第3話の段階で語っていた。第5話では退職した沢田の手術を希望していずみや翔子を困らせた（辞めた沢田に代わり高杉と浜野が執刀予定だったが、第4話で高杉が病名を誤診し、沢田のオペの甲斐無く亡くなった患者がいるとまどかが大部屋の患者に触れ回ってしまい、それが原因で高杉のオペを受けるのが怖くなってしまったため）。浜野や高杉が「万全の体制で行うから」と説得をするも拒否。大部屋の仲間からは「そんな話を聞いたら自分たちだって怖くなる」と援護を受ける。その後、沢田が公園で怪我をした不良少年を若葉会に搬送した際、オペを受けるように説得した（翔子からいずみに伝えられた。その場面は描かれていない）。沢田を信じて承諾書にサインをする。オペの描写は描かれていない。最終回の終盤では既に退院していずみと健太郎の結婚式に出席した。
明智大介
演 - 和田周
大部屋の患者の1人。第3〜7話に登場し、その後退院したが、第23話で再度入院し最終話まで登場した。ベッドは2度の入院とも入口から見て右側の一番手前（場面上は左側の一番奥）である。第7話で手術を受けるが、オペを前に、信頼しているいずみにオペが怖いと打ち明ける。その一方で大島を嫌っていることが明らかになり（大島には何も話したくないと言っていた）、それがいずみと大島の耳に入ったのがきっかけで2人が喧嘩になった。最終回の終盤では既に退院していずみと健太郎の結婚式に出席した。
今作に登場する大部屋の常連患者の中では唯一一度退院してまた入院してきた患者である。
今川義之
演 - こねり翔
大部屋の常連患者の1人。第7話にて一度退院していった明智との入れ替わりで第8話から第14話まで登場した（入院したのは8話に登場した患者の長谷川が入院する前日からである）。ベッドの位置は退院した明智と同じく、入口から見て右側の一番手前（場面上は左側の一番奥）である。第8話にて自身が入院した翌日に入院してきた長谷川のバンド仲間からビールを差し入れられ、そのビールを一口飲もうとした所でいずみに没収される。第11話では健太郎のミスに巻き込まれ、一度は主治医の変更を申し出て浜野となるが、健太郎の初手術（浜野の盲腸）の成功を受けて、浜野からの推薦で再度主治医が健太郎となる。第14話にてストーリー上のメイン患者となり、その際に桂木による手術を受けるが、その後急変し、一時危険な状態になる。これが、妻が持ち込んだ枕から黄色ブドウ球菌が検出されたことが原因かと疑われ、桂木らドクターとナースらの対立の引き金になった。
今作に登場する大部屋の常連患者の中では最も入院期間が短く、第15話以降は登場していない。
伊達政治
演 - 大河内浩
大部屋の常連患者の1人。第14話にて退院していった織田との入れ替わりで第15話から登場（入院したのは15話に登場した患者の山名が入院する2日前からである）。第17話には登場していない。ベッドの位置は入口から見て左側の一番手前（場面上は右側の一番奥）であり、以前の織田のベッドの右手側である。基本的にはいずみ・まどかが担当する患者の1人。第22話ではストーリー上のメインの患者となり、浜野が担当医であることが明確にされた。また、このときは上原が担当になっていた。心臓疾患による手術延期を告げられてから疑心暗鬼になり、ついには暴れだしてしまう。その後、松坂・工藤・上原が夜勤の夜に、病院を抜け出そうとして倒れ、生命の危機に陥ったところを、松坂ら3人の除細動により救われる。最終回の終盤では既に退院していずみと健太郎の結婚式に出席した。
沢田まりあ
演 - 前田歩未夏
翔子と沢田の1人娘。パート4で翔子と沢田が離婚してからは親権は翔子に移った。

### 映画版
患者の多くは当時の日本代表サッカー選手から採られている。
猿渡剛
演 - ウド鈴木（キャイ〜ン）
かつて若葉会総合病院に入院していた患者。ケーキ屋に勤めている。
入院中、自分に優しくしてくれた翔子に密かな想いを寄せ、彼女に会うために再入院しようと勤め先のケーキを手土産にやって来たが、翔子不在につき（根本総婦長と外出していた）、浜野や婦長の矢口から追い返される（矢口がガードマンに通報し、裏口からつまみ出される）。それに逆上して再び外科病棟を再訪してマシンガンを持って立てこもり乱射するという事件を起こしてしまう（休憩中の赤木まどかがマシンガンの音に驚いて警察に通報し、警察官や刑事が駆けつける大事件となった）。そのマシンガンは誤って落とした際にいずみに一度取り上げられ、そのいずみがマシンガンを病院内で乱射し「サイコ〜！」と呟いた（その直後にいずみの頭上に看板が落下して彼女は気絶し、それからそのマシンガンを取り返して再び乱射した）。
クライマックスでは、いずみを含む外科病棟のナースに誕生日を祝ってもらったり、一緒に焼肉弁当を食べたり（初めは警戒していた矢口婦長も一緒に食べていた）打ち解けるも、歓談中に翔子が突入。「こんなバカなことはするな」と説得されるも納得がいかず、最終的には翔子やいずみに取り押さえられるが、マシンガンの奥に引っ掛かっていた弾でいずみを誤射してしまう。その後、突入した警察に逮捕される。
沖田総一郎
演 - 原田龍二
いずみが担当する大部屋の常連患者。優しくてイケメンである。同室に入院する他の患者3人とは違ってサッカーには全然興味無いような感じだが、実はサッカー選手であってサッカースポーツ少年団のコーチもしており（教え子たちが見舞いに来てサッカーのコーチだということが同室の患者たちにバレた際にはサッカーに興味無くてコーチはただの仕事だと言って誤魔化した）、今回やっとドナーが見つかりまたサッカーができるようになるのを夢見ていた。しかしその臓器移植の手術当日に猿渡が若葉会総合病院にマシンガンを持って立てこもるという事件が起きたためにその手術がなかなかできなくなり、それに腹を立てて病室を抜け出し、ナースステーションまで駆け付けて猿渡を怒鳴りつける。その直後に突然吐血して倒れ、浜野や水島による緊急手術を受けた。
川口潤一
演 - 森下能幸
大部屋の常連患者。腕を骨折している。サッカーが好きであり、同室の小野と柳沢と共にテレビでサッカーワールドカップの決勝戦を見ていた。パート4にも引き続き大部屋の常連患者として登場した（大部屋の常連患者の中では唯一パート4にも引き続き登場した）。
小野浩
演 - まいど豊
大部屋の常連患者。
演じたまいど豊はパート3第2話にラーメン屋の店員役で登場している。
柳沢直泰
演 - 瀬戸陽一朗
大部屋の常連患者。同室に入院する沖田はサッカーには全然興味が無いような感じだったため最初は彼のことをサッカーに全然興味が無い人だと思っていたが、彼の教え子たちが彼の見舞いに来た際に彼がサッカーのコーチだと初めて知って驚いた。
シュンスケ、ヒデ、シンジ
演 - w-inds（千葉涼平・橘慶太・緒方龍一）
沖田がコーチを務めるサッカースポーツ少年団に所属するサッカー少年たち。自分たちが買ってサインしたサッカーボールを持って沖田のお見舞いにやって来る。
熊野刑事（警部）
演 - 蟹江敬三
マシンガンを持って若葉会総合病院に立てこもった猿渡を逮捕しにやって来た刑事。傲慢な性格であり、若葉会のナースたちをやや見下している。猿渡や若葉会のナースらに食事を提供することになった際にはあまり高い物は困ると言ったにもかかわらず1人3千円もするまんぷく亭の特製焼肉弁当をいずみが注文してしまい、それに腹を立て激怒した。もう時期定年を迎えようとしているためとても張り切っていた。
長谷川刑事
演 - 春田純一
熊野の部下。マシンガンを持って若葉会総合病院に立てこもった猿渡を逮捕しにやって来た刑事。猿渡から逃げるためにナースの格好をして出てきた健太郎を犯人と勘違いし手錠をかけるも「高杉先生はこの病院のドクターなんです！」と翔子に言われ、半信半疑のまま手錠を外す。次期警部の座を狙ってとても張り切っており、猿渡を一刻も早く逮捕するため大屋と共に無理な突入をしてしまい、そのせいで猿渡が興奮してマシンガンを大乱射する事態に。猿渡に興奮しながら迫った臓器移植を控えていた患者・沖田は吐血し、猿渡の静止に入ったいずみは、マシンガンで撃たれ瀕死の重症を負い、2人揃って緊急オペを行う結果を招いてしまい「何で無理な突入をしたんだ!!」と、上司の熊野に厳しく叱責される。
大屋刑事
演 - 内田健介
熊野の部下。マシンガンを持って若葉会総合病院に立てこもった猿渡を逮捕しにやって来た刑事。猿渡を一刻も早く逮捕するため長谷川と共に無理な突入をしてしまい、上司の熊野に厳しく叱責される。
報道番組キャスター
演 - 福井謙二（元フジテレビアナウンサー）
サッカー中継を打ち切り、緊急ニュース速報で「美空市の若葉会総合病院にマシンガンを持った男が立てこもった模様です」と原稿を読み上げ、中継先の城ケ崎アナウンサーに引き継ぐ。福井アナウンサーの報道により、外科病棟の大部屋患者にもマシンガンを持った男が若葉会に立てこもっていることが知られることになる（病院にマシンガンを持った男がいることは伝わったものの、外科病棟に犯人がいるとはこの時は知らされていない）。
報道番組リポーター
演 - 城ヶ崎祐子
立てこもり事件の取材のために若葉会総合病院を訪れたアナウンサー（実際に、ナースのお仕事の放送元であるフジテレビの元アナウンサーでもあった）。
テレビに映りたいからと病室の窓から手を振るいずみを見つけた際には「窓から外科病棟のナースが大きく手を振っています。閉じ込められた恐怖からなのでしょうか」、ナース服&女装姿で現れ、長谷川刑事に手錠をかけられた健太郎を犯人と勘違いしてしまった際は「（どうやら彼が）犯人のようです」など、事細かに現場の情報を伝える。
サッカー試合中継アナウンサー
演 - 青嶋達也（フジテレビアナウンサー）

### パート4
レギュラー患者の名字は川口を除き、日本人スキージャンプ選手から採られている。なお、パート2や3とは違い、大部屋の常連患者が死亡することは無かった。第8話には大部屋の常連患者は登場していない。
高杉美鈴
演 - 秋川リサ（第1 - 4話、第12話、最終話）
高杉健太郎の母で、いずみの義母（姑）。フリーライターであり、世界各国を飛び回っている。今作にて初登場した。とても頑固で意地悪な性格であり、息子の健太郎と違って料理もろくにできないいずみのことを快く思っていない反面、息子の健太郎のことは昔からずっと溺愛しており、いつも『けんちゃん』と呼んで甘やかしてばかりいた（自身が健太郎を溺愛して散々甘やかして育ててきたのはフリーライターの仕事で世界各国を飛び回っていて家におらず、彼に会えない時間が多かったからでもある）。第1話にて日本へ帰国してからしばらく健太郎といずみの住むアパートに居候する（健太郎といずみのアパートに居候するようになったのは先述のように健太郎のことを昔からずっと溺愛しており、そのため彼に何かあったら心配だからである）。第2話では若葉会総合病院に検査入院する。第5話から第11話までは再び海外へ旅立っていたため登場していなかったが、第12話にて帰国して再び登場し、その際には健太郎と離婚するようにいずみを説得する。最終回にてアメリカへ旅立つこととなるが、その直前にスキルス胃癌に侵されていることが判明し、アメリカへの旅立ちが見送りとなる。そして健太郎による手術を受けて一命を取りとめ、その後故郷の式根島へ戻って療養する。離島編にて、5年前に亡くなっていることが判明した。
尾崎まりあ
演 - 坂野真弥
翔子の一人娘。4歳に成長している。翔子が沢田と離婚したため、尾崎姓になっている（離島編/再会編では、翔子にかかってきた国際電話の中で、翔子の会話でその存在が明らかにされており、ドクターへの道を志すためアメリカに留学中で、沢田の元にいることが示されている）。
谷本内科婦長
演 - 田岡美也子
内科病棟の婦長。最年少で婦長となった翔子を快く思っておらず、何かにつけて嫌がらせをしてくる。最終回では彼女が進めていた訪問看護科設立計画を潰すために内科病棟から外科病棟へトランスした患者にわざと問題行動を起こさせるなどしていた。
今作の事実上の準レギュラーではあるが、クレジットではゲスト扱いである。
原田学
演 - 坂本ちゃん
いずみが担当する大部屋の常連患者の1人。第8話を除く全話に登場している。十二指腸潰瘍のため入院しており（パート4開始時点で既に入院していた）、第1話でひろみによるカテーテル治療を受けている最中に突然吐血し浜野による緊急手術を受ける（自身が吐血した際にひろみは過呼吸となってその場から逃げていった）。浜野が手間取っているところを見学していた永島に加勢された。人参が大の苦手なため病院食に少しでも人参が入っているといつもその人参を食べ残していたが、ある日夜中にお腹が空いて廊下でこっそり菓子パンを食べていた所を偶然入院中のひろみに目撃されてその菓子パンを没収され、その際に食事はきちんと摂らなければいけないと彼女に説得されて立ち直り、その後は病院食に人参がいくら入っていても残さずきちんと食べるようになった。
船木圭司
演 - 春海四方
大部屋の常連患者の1人。第8話を除く全話に登場している。胆石症のため入院しており、パート4開始時点で既に入院していた。第2話にてひろみが夜勤でラウンドする夜に突然苦しみだし、それに気付いた彼女が駆け付け声をかけた際、ひろみの白衣に突然吐血。白衣に血を吐かれたひろみはパニックから過呼吸になり、ベットのポールに頭をうちつけ呼吸停止。いずみが大部屋患者にナースコールを呼ぶように依頼し、かけつけた永島による緊急手術を受け一命を取り留める。
川口潤一
演 - 森下能幸
大部屋の常連患者の1人。大部屋の常連患者の中では唯一映画版から引き続き登場しており、そのため今作に登場する大部屋の常連患者の中では最も入院期間が長い（入院したのは映画版以前からである）。第8話を除く全話に登場している。当初は腕を骨折してギプスをしており、一度は骨折が治ってギプスが外れたが、第6話にて関連病院から転院して同室となった患者である伊川とのトラブルの際に転んで再び腕を骨折した。大のサッカー好きであるためサッカーボールも持っており、最終回では内科病棟から外科病棟にトランスして来た患者の北沢にそのサッカーボールを取られてしまう。
葛西宏保
演 - 森一弥（エネルギー）
大部屋の常連患者の1人。ひろみに想いを寄せている。元々は早期胃癌の手術を受けて入院しており、パート4開始時点で既に入院していた。第7話にて病状が回復し一度退院するも、第12話で今度は小腸癌のため再入院し、その時は会社をリストラされて自暴自棄になり自殺未遂をした。そしてひろみに叱責されて立ち直り、その後最終回で無事に退院し想いを寄せている河合をデートに誘い受け入れられた。
今作に登場する大部屋の常連患者の中では唯一、一度退院してまた入院してきた患者である。
鈴木清美
演 - 兎本有紀

### 離島編/再会編
離島編
鮫島トメ
演 - 草村礼子
式根島の農婦。長年ずっと高杉診療所に通って治療を受けている。
安西涼太
演 - 阿部力
式根島の漁師。
大和田
演 - 大西武志
式根島の漁師で漁労長。
飯田加代子
演 - 武藤令子
鮫島トメの娘。東京で仕事をしている。
再会編
川澄穂奈美
演 - 今村美乃
女性の大部屋の患者。ドクターに胸を診られるのを嫌がり、そのためドクターの診察を頑なに拒否する。
長瀬一也
演 - ト字たかお
男性の大部屋の患者。ナースのお尻をよく触ったりしているため「セクハラ親父」と、担当ナースである村上から看護（ラウンド）を拒否される。上記の件があり、村上が巡回しなかったタイミングで吐血し様態が急変。緊急オペとなった。
その他
演 - 中村靖日
男性の大部屋の患者。いずみと初対面で顔を合わせた際、いずみの元気の良さにビックリするが「病は気からって言いますよね。気持ちだけでも元気にいきましょう！」と励まされて笑顔になる。
女性患者
演 - 阿佐ヶ谷姉妹（渡辺江里子・木村美穂）

## ゲスト患者
パート1 / スペシャル / パート2 / パート3 / パート4

### パート1（1996年）

#### 第1話「やっぱりダメですか? こんな看護婦」
森下敏郎
演 - 石丸謙二郎
大腸癌を患って入院する患者。個室での入院を強く希望しているが、なかなか個室に移してもらえなくて激怒する。いずみと翔子が夜勤する深夜に吐血し、緊急手術を受けることとなった。吐血した原因は大腸癌の手術後に絶食だと言われたにもかかわらず揚げパンを食べたことが原因である。第2話にて病状も回復して無事退院していった。

#### 第2話「私、辞めます! この仕事」
森下敏郎
演 - 石丸謙二郎

薫
演 - 遊井亮子
いずみがアルバイトをするナースクラブの従業員。

ナースクラブの常連客
演 - こねり翔
いずみがアルバイトをするナースクラブの常連客。
演じたこねり翔はその後パート3にて大部屋の常連患者である今川義之の役で登場した。

#### 第3話「看護婦増やせ! 夜勤を減らせ!」
久野院長
演 - 仲谷昇
パート1に登場する若葉会総合病院の院長。
パート3以降は後任として大久保が院長に就任したため登場していない。

#### 第4話「私患者やります!」
小沢八重
演 - 南美江

#### 第5話「死なないで!」
須藤正平
演 - 榊原利彦
雑誌カメラマン。若くして膵臓癌を患って入院し手術を受けるも、実はその膵臓癌は転移しており既に手遅れだった。中原はそんな須藤に対して恋心を抱き、できる限り最善の治療を受けさせようと努力するが、残り少ない人生を好きなように生きた方が良いと考えるいずみと看護方針を巡って対立する。そんな中、自身の容態が急変し帰らぬ人となったことで、中原はショックを受ける。
本作に登場するゲストの中で死亡した最初の患者である。

#### 第6話「医師vs看護婦」
岡村朋也
演 - 布川敏和
翔子の高校時代のクラスメイト。

寺田和幸
演 - 浅野和之

#### 第7話「先輩辞めないで!」
北野みどり
演 - 西尾まり
派遣ナース。いずみとは看護学校での同級生であり、いずみと違って仕事が完璧である。翔子を他の病院に引き抜こうと模索する。
二宮金太郎
演 - 今福将雄
元々は胃癌のため入院しており、それに喘息持ちである。大の将棋好きであり、勤務中のいずみを無理矢理将棋に付き合わせたりするなどしていた。その後いずみが熱を出して仕事を休んでいる間に容態が急変し死亡する。
今作に登場するゲスト患者の中で死亡した患者としては2人目である。

#### 第9話「婦長になりたい!」
小野寺純子
演 - 立石凉子
華子が入院した大部屋に入院する患者。息子が13年前に若葉会総合病院の小児病棟に10か月入院し、当時小児科のナースだった華子の世話になっていたと、華子を慕っている。息子の愛称は「たっくん」。華子が入院した際、夜に熱発。いずみは氷枕を用意するが、華子が電気毛布を用意するように指示（体が震えていたため）電気毛布で体を温め、熱が上がりきった後に座薬を投薬し、体を冷却（同じく華子の指示) 適切な処置により無事回復する。

近藤キク
演 - 塩沢とき
華子が入院した大部屋に入院している。入院歴が長く、大部屋のお局的存在の中心人物であり、華子が担当を受け持つ患者。華子にはいつもお世話になっているが、華子と同室に入院することとなった当初は彼女のことを華子だと気付かなかった（いつもの白衣・メガネ・お団子頭の姿でなく、髪を下ろして落ち込んでいる姿だったため）。華子が入院した際、病室でいずみを大声で叱責していたり、6時にアラームをかけていた華子に起こされたり、自身の薬の飲み方を注意されたりと（食前薬を飲んだか尋ねられ、いつも面倒臭いから食後の薬と一緒に飲んでいると伝えるも、食前薬は食前に飲まないと意味が無いと注意をされ、しぶしぶ服用。その後朝食を食べようとするも服薬後は30分飲食禁止。アラームをかけておくと言われた）。華子の様々な態度に苛立ちを感じ、病室の仲間を連れ立って「主任に注意しろ」とナースステーションにクレームを言いに行くが、華子に見つかり病室に連れ戻される。

#### 第10話「VIPの入院」
桂木浩二
演 - 山下真司
ニュース番組『ミッドナイトジャーナル』のニュースキャスター。痔核の手術で若葉台総合病院に極秘入院してくるが、直前の不倫報道もありマスコミの取材殺到にナースステーションは騒然となる。常にマスコミが張っていたため、病室のネームプレートは「水島俊介」と偽名（沢田と水島の下の名前をもじった）手術の際は、根本婦長のアイデアで、ストレッチャーに乗った状態でシーツにくるみ手術室へ搬送するなど、病院側はマスコミに探られないように気を使っていたが、桂木の探りを入れに来た記者が、いずみの「（病院の）食堂が閉まってショック」という発言を「食道癌でショック」と聞き間違え「桂木が食道がんに」と記事を書き大騒動に。その後、根本婦長の指示で担当になった福山は、桂木を必死に看病。桂木と熱愛しているのではないかとデマの記事を書かれ、根本婦長から担当を外されるも、必死に看病を続ける。桂木の実直な一面に触れるうちに、次第に亡くなった父の姿を重ねるようになっていく。大事な対談があるからと沢田の指示を振り切り強制退院するも、生放送中で倒れ様子を見に来ていた福山に助けられる。若葉会総合病院に搬送され、腸の穿孔（穴が開くこと）で再手術。その後無事退院する。
東俊彦
演 - 森下哲夫

#### 第11話「独り立ちします!」
松原雄一
演 - 柏原収史

松原君子
演 - 山村美智子
雄一の母。過保護で雄一から子離れできずにいる。雄一のオペ直前、お腹が空いて可哀想だからと牛乳を飲ませてオペを中止にさせてしまう（オペ室ナースには絶食しているといずみが申し送ったが、麻酔科医が挿管を行った際、口から異物が吐き出された）。「お茶や食事はダメだと言われたが牛乳はダメだと言われなかった」と説明し、水島からは「それは屁理屈」と言われるも「なぜ食事や水がいけないか、しっかり説明しなかったからこのような事態が起きた」「過去に裁判沙汰になった事例もある」と、根本や華子、執刀医である沢田は牛乳を飲ませた母親ではなく、担当であるいずみによる説明がしっかりできていなかったことを強く叱責する（しかしながら、以降のシーズンにおいて患者に絶食を申し渡す際「絶食を伝えたのに患者に牛乳を飲ませ、当時新人だったいずみを大いに困らせた家族」として、名前は明かされないもののたびたび引き合いに出されている）。

#### 第12話「告知しますか」
片桐孝
演 - 今井雅之
翔子の高校時代の恩師。元妻の加納洋子とは離婚し、それ以降は独り暮らしをしながら塾の講師を続けてきた。ある日胃の不調を訴えて精密検査を受けたら末期の胃癌であり、すぐに入院する事となった。本人には胃癌だとは告知せずただの胃潰瘍だと言い通す方針のはずだったが自分で最初から胃癌だと疑い、さらには翔子のせいで自分が胃癌だということに気付いて自暴自棄になってしまう。自身を励まそうとするいずみは疎遠になっていた息子の誠を会わせ元気づけられ、それから治療を続けることを決める。
加納洋子
演 - あめくみちこ
片桐の元妻。いずみは自暴自棄になった片桐を励ますため誠を幼稚園から連れ出したことを誘拐目的だと誤解し、いずみと病院を告訴。いずみは看護婦免許を取り消される危機に立たされるが、既に病状が深刻であった片桐のために誠を連れ出したことを知り告訴を取り下げたことから、無事にナースを続けられることになった。
加納誠
演 - 明石亮太朗
片桐と加納の間に生まれた息子。
受け付けに現れた女性患者
演 - 小島聖
外科の受け付けに現れ、外科のナースらと話をしていた女性患者。
演じた小島聖は第1話から第5話まで新人ナースの中原真保の役で出演していた。
※第12話で、プロデューサーの両沢和幸が大部屋の患者に扮し、「モロサワです」と片桐に自己紹介する場面がある。

#### 最終話「看護免許を取消します!」
片桐孝
演 - 今井雅之

加納洋子
演 - あめくみちこ

加納誠
演 - 明石亮太朗

久野院長
演 - 仲谷昇

土屋勝利
演 - 勝部演之

### スペシャル（1997年）
谷口涼子
演 - 奥山佳恵
三上博之の友人であり、彼の婚約者と称し、突如いずみの前に現れた女性。いずみの暮らすアパートで足を踏み外して転落し、若葉会総合病院に搬送される。オペが必要だが、彼の気を引くために「妊娠している」と嘘を告げた事実を知られることを恐れなかなか了承しなかったが、いずみの懸命な説得によりオペを受ける。手術が無事成功したと同時に周囲にも真相が明らかとなる結果となったが、三上はこの件を知った上で、交際を解消することなく彼女と向き合っていくことを決意した。その後の詳細は明らかになっていない。
鬼塚たまこ
演 - 柴田理恵
オペ室ナースでいずみたちのオペ室研修の指導係となる。涼子のオペの器械出しの際、自らの体力の限界となり、器械出しをいずみに代わってもらう。
佐伯
演 - 蛭子能収
画家を目指した水道屋。もともとは内科に入院中で狭心症で水島の担当だったがMK(胃ガン)の検査入院のために外科に入院する。吐血し、緊急オペを受けるが、オペ中に心筋梗塞による心停止となり死亡する。
患者（元タクシー運転手）
演 - 神戸浩
いつも9時になると交通情報のラジオを聴いている。
蛭子と神戸は、観月主演作品ではボクたちのドラマシリーズ『放課後』以来おなじみのコンビである。

### パート2（1997年）

#### 第1話「いずみ! カムバック 新しい病院では最悪の出会いが待っていた」
近藤和美
演 - 宮崎淑子
いずみが異動した時点での若葉会第二病院外科主任。温和であって新人ナースを気遣うことができるナースではあるが、自身の仕事に夫が理解を示さないばかりか、通勤環境の問題から遅刻が多く、薬品棚の鍵を誤って持ち帰るなどのミスを犯していた。山岡とは反りが合わず、ついには反発して退職してしまい、翔子が後任主任として本院から異動するきっかけを作る。
異動初日、ナースキャップの作り方が分からず山岡に叱責されているいずみを気遣い、代わりに作ってくれたりと、翔子の着任まで、孤立状態に陥った朝倉を救う大切な存在になっていた。
木村義和
演 - 田山涼成（第2話）
パート1でいずみが担当していた大部屋の常連患者。
今作にて症状が安定し、若葉会第二病院が自宅の近所であること。そして家族の意向との理由で本院からトランス（転院）いずみが担当する大部屋の患者となる。
牧原が当直の夜に様態が急変。いずみが牧原の指示の元処置を施すが様態は戻ることがなく、いずみの独断で呼び出された沢田による緊急オペが行われ、無事に回復する。

#### 第2話「先輩! コンビ復活」
山本真一郎
演 - 石井愃一
パート3第1話にも登場。半年前にも入院していたが、検査入院する。病院食が待ちきれず焼き肉定食を食べて腹痛を起こす。パート3では直腸癌を患って本院に入院する。

#### 第4話「主任は絶対翔子君」
田辺勝
演 - 酒井敏也

#### 第5話「ドクター牧原誕生」
牧原百合子
演 - 岩本多代
牧原耕太郎の母。夫を早くに病気で亡くし、女手一つで息子の耕太郎を育ててきた。ある日入院することとなり、入院中に病室でろうそくに火をつけてお経をあげ火事を起こしてしまう。耕太郎の初オペの日に心筋梗塞を起こす。意識を取り戻し、耕太郎に「オペに行きなさい」という。

#### 第6話「キスしてあげる!」
牧原百合子
演 - 岩本多代

#### 第8話「えっ注射恐怖症!?」
桜井華子
演 - 深浦加奈子
本院の外科主任。パート1ではレギュラー。会議のために若葉会第2病院へ来訪する。主任でもない大島（いずみ曰く、トップのヒラ）がなぜ偉そうにナースステーションを取り仕切っているのか疑問を感じ、大島に攻め寄っていく。そして本院と同じようなスタイルでナースステーションを仕切り出す（氷ができていない、ナースコールは3コール以内、薬が足りない、「はいは1回！」など）。
秋山輝夫
演 - 左右田一平

#### 第9話「婦長のロマンス!」
日高雄作
演 - 岡田眞澄
沢田の研修時代の恩師であり山岡の恋人でもあるが、当時は夫婦の共働きに関する理解が得られない環境下であり、彼女が看護の道を続けていけるようあえて結婚の道を選ばなかった。すでに肝臓がんの末期症状が出ており、人生を最期に過ごす場所として若葉会第二病院への入院を選択し、ナースに冷淡な対応を取る医師たちをとがめ、いっぽうナースたちには新人ベテランを問わず温和に対応し、一躍病室内の人気者となった。「医師がスムーズに仕事をこなせるのはナースの支えがあってこそ」と若き日の沢田たちに繰り返し説き続けてきた人物である。

#### 第10話「主任は、私よ!」
夏木五郎
演 - 有川博
盲腸の術後、心停止を起こし、翔子と大島で蘇生をする。

#### 最終話「さよなら、いずみちゃん」
ティッシュ配りのアルバイト
演 - 新山千春

### パート3（2000年）

#### 第1話「ナース4年目! 朝倉いずみに強敵現わる」
山本真一郎
演 - 石井愃一
パート2第2話にもメインゲスト患者として登場している。今回は直腸癌を患って入院し手術を受けることとなる。オペ直前、赤木まどかの筋肉注射を拒否し、手を振り払った弾みでいずみの手に注射針が刺さってしまう。そして痛がるいずみの手から放たれた注射針は、大部屋の仲間が遊んでいたダーツボードのど真ん中に命中。怖い場面を目撃した直後にオペに向かう羽目に。さらに手術をした日の夜勤時、翔子が愛娘まりあの体調不良により一時帰宅。まどかがラウンド（夜勤巡回）を彼氏と電話をしていたことにより怠り、いずみが探しに行きナースステーションを無人にしている間に様態が急変し吐血（ナースコールを鳴らしたがナースステーション不在だった）。いずみの連絡によりかけつけた沢田による緊急再手術を受ける。この一件により、翔子・いずみ・まどかの3人は根本から強い叱責を受ける。
手術前まではいずみが担当する大部屋にて織田と毛利、斉藤と共に入院していたが、手術後は個室に入院していた。
外来担当ナース
演 - 赤間麻里子
外来担当ナースの1人。1話と3話、4話、7話から9話に登場。名前までは明かされていない。

#### 第2話「指導係失格! いずみVSまどか大乱闘!」
徳川正一
演 - 大竹まこと
頑固一徹な性格の上に大の風呂好きであり、朝から「おい!風呂はまだか!?」と何度もナースコールをする。手術後初の入浴の際にはまどかのミスでいずみが浴槽に落ちたため入浴できなくなり激怒する。その数日後にまた機嫌が直り風呂に入りたいとナースコールをし、その時は入浴できるようになったが、まどかが間違えて冷水をかけたため入浴中に心停止となるがいずみと健太郎の処置で蘇生する。
平塚花江
演 - 石井トミコ
いずみが住むアパートの大家。この時点では顔見せ程度しか登場せず、氏名も明かされなかった。
ラーメン屋の店員
演 - まいど豊
いずみと健太郎が制限時間内に大盛りラーメンを3杯食べ切るという企画に挑戦しに行ったラーメン屋の店員。大盛りラーメンを制限時間内に3杯見事に食べ切ったいずみに割引券をプレゼントした。
演じたまいど豊はその後映画版にて大部屋の常連患者である小野浩役で再び登場した。

#### 第3話「まりあ! ママを許して…!」
外来担当ナース
演 - 赤間麻里子

#### 第4話「ナースに何が判る」
大久保ひさし
演 - 神山繁
若葉会総合病院院長。この時点では氏名は明かされなかった。実質準レギュラー。
平尾宣貴
演 - 二瓶鮫一
自宅での電球交換中に脚立から転倒し、夜間救急に搬送された沢田の元患者。救急外来でいずみと健太郎の処置を受ける。いずみは健太郎にレントゲン撮った方がいいのではないか、と伝えるが健太郎は「そんな大袈裟なことはしなくていい」という平尾側の意向もあり、健太郎は足の処置だけして帰してしまう。翌日、腹痛で再搬送。沢田により肝破裂と診断され手術を受けるが、手術の甲斐なく死亡した。今作に登場したゲスト患者の中で唯一死亡した患者である。
平尾芳江
演 - 大森暁美
平尾の妻。以前平尾が外科に入院した際、お世話になったと沢田を慕っている。手術の成功を信じていたが、平尾の死を受け泣き崩れてしまう。
外来担当ナース
演 - 赤間麻里子

#### 第5話「一緒に暮らそう!」
コウジ
演 - 土倉有貴
不良少年。いつも学校をサボって公園でスケボーなどをして遊び惚けている。まりあを連れて公園に来ていた沢田に、公園でスケボーをするなと注意されて仲間と共に逆ギレするが、スケボーで転んで大怪我をして若葉会に運ばれ、それをきっかけに心を改める。
コウジの親友
演 - 金子貴俊
名前は不明だが、コウジの親友で不良少年。いつもコウジとつるんで学校をサボって公園でスケボーなどをして遊び惚けている。まりあを連れて公園に来ていた沢田に、公園でスケボーをするなと注意されてコウジと共に逆ギレするが、コウジがスケボーで転んで大怪我をして若葉会に運ばれたことをきっかけに心を改める。

#### 第6話「先輩ミスしたの?」
山形大作
演 - 奥村公延
いずみが担当する大部屋に入院してきた患者。とても穏やかな性格である。ある日翔子が点滴薬を間違えたためアナフィラキシーショックを起こし、ミスで訴えられそうになるが枕が合わなくてなかなか眠れないことを翔子に分かってもらえ、枕の調整をしてもらいよく眠れるようになったため翔子は無罪となった。しかし息子の茂は自身と違ってとても傲慢な性格である。
入院当初はいずみが担当する大部屋にて織田と毛利、斉藤、明智と共に入院していたが、翔子の点滴ミスでアナフィラキシーショックを起こして以降は個室に入院していた。

山形茂
演 - 宇梶剛士
山形大作の息子。とても傲慢な性格であり穏やかな父の大作とは正反対である。しかも方角にこだわっているため父をもっと東の部屋へ移せといずみらを脅迫する。そして終盤ではいい病院を見つけてその病院に父を無理矢理転院させようとする。

#### 第7話「夢の結婚退職!?」
小野田雅彦
演 - 中村俊介
いずみたちの合コン相手、老舗旅館の若旦那。胆嚢炎で入院してきた。大島がオペ室に運ぶとき、小野田から結婚を申し込まれた大島は、ナースを辞めて旅館の女将になろうと決心する。
外来担当ナース
演 - 赤間麻里子

#### 第8話「モデルになりたい」
長谷川竜也
演 - 金子賢
バンドマンであり、ギターとボーカルを担当。まどかの高校時代の同級生で最初の彼氏である。足の怪我で入院し、検査で肺過誤腫が分かり手術を受ける（バンドのオーディションのために自身の見舞いに来たバンド仲間や同室の患者たちと共に病室で歌って踊って盛り上がり、その祝杯でビールを差し入れに持って来たことがまどかといずみにバレて注意される）。そのために入院が長引いてバンドのオーディションに出れなくなったために自身が所属するバンドのボーカルをクビになり、それをまどかから聞いてその夜突然病院を抜け出してライブハウスへ行ってバンド仲間と揉め事を起こす。そこで呼吸停止となり、まどかの処置で一命を取り留める。
達也のバンド仲間
演 - 村上玄一、吉田現太、鈴木祥二郎
達也とバンドを組んで活動するバンドメンバーたち。入院している達也の見舞いに病院へ来た際には達也を含め彼と同じ病室に入院している患者たちと一緒に歌って踊って盛り上がり、そしてさらには差し入れとして缶ビールを持ち込んでいずみやまどかに注意される。その後達也が手術を受けて入院が長引いてバンドのオーディションに出れなくなったのをきっかけに彼をクビにし、それから彼とライブハウスで揉め事を起こした（その直後に達也は倒れて呼吸停止となり、まどかによる処置を受けた）。
外来担当ナース
演 - 赤間麻里子

#### 第9話「仲直りのキス?」
外来担当ナース
演 - 赤間麻里子

#### 第10話「クビになっちゃう」
大久保ひさし
演 - 神山繁
この話ではメインゲスト的な扱いである。非常に傲慢で厳しい性格なため当初はナースのことをあまり快く思っておらず、出来が悪くて役に立たないと判断したナースは即刻リストラするほどであった。そのため内科のナースを1名リストラし、外科のナースも同様に1名リストラしようとした。ある日足の骨折で患者となって大部屋に入院するが、当初は院長であることを伏せられ、名前も偽名の小久保ひさしにされた。ナースに対する侮蔑的姿勢に反発したナースたち（翔子・根本を除く6人）から報復されるが、その後、自らが食道動脈瘤の破裂により吐血し緊急オペを受ける。そして自身が入院して患者となったことで初めてナースのありがたみが分かってナースを信頼するようになり、そのためナースのリストラを取りやめた。

#### 第14話「ドクター京子登場」
今川道代
演 - 広岡由里子
今川の妻。宿泊を希望し、担当医の桂木京子に拒否されるも、翔子・いずみが承諾する。その夜今川に急変が起き、彼女が持ち込んだ枕から黄色ブドウ球菌が検出され、枕が原因ではないかと疑われた。
丸岡奨詞

#### 第15話「この浮気者!!」
山名満
演 - 竹下宏太郎
桂木が担当した2人目の患者。桂木の執刀を嫌がり、健太郎の執刀（桂木がサポート）を受けるもその後急変。当初は健太郎の縫合不全が原因かと疑われたが、セントルイス脳炎という非常に珍しい病気であることが判明し、桂木の対応で救われ、彼女に感謝する。

#### 第16話「私ドクターになる」
大久保ひさし
演 - 神山繁
この回では査問委員会の場面のみ登場する。立場上か、ナース側にもドクター側にも味方しなかった。
柴田博之
演 - 松山幸次
この回で入院してきた患者。何の病気で入院したのかは不明である。妻の弘美は妊婦であるが、自身の入院に付き添っている。
柴田弘美
演 - 野波麻帆
この回で入院する柴田博之の妻で、妊婦。事実上この回のメインゲスト患者。夫である博之の入院に付き添うも、自らが陣痛を起こしてしまい、桂木と翔子を中心に帝王切開の手術を受ける。桂木にとってこの帝王切開の手術は初めての手術経験となったため彼女は当初この手術を当初は拒否していたが、翔子のサポートにより帝王切開の手術を無事に成功させることができた。
雑誌記者
演 - 徳井優

#### 第17話「私が育てたナース」
平塚花江
演 - 石井トミコ
いずみが住むアパートの大家。この回ではメインゲスト患者であり、初めて氏名が明かされた。ある日突然腹痛を訴え、「一度病院で診てもらったほうがいい」といずみに言われて検査入院し、まどかが担当となる。しかし口が達者で自己中心的でわがままな性格なため入院中はみんなに散々迷惑をかけ、さらには胃カメラ検査の前日に大福を食べてしまいその検査ができなくなってしまう。そしてしまいには同室患者にも嫌われて自分で勝手に退院し、退院直後に突然吐血して倒れて病院に担ぎ込まれ、緊急オペを受け再入院する。娘を1年前に交通事故で亡くしており、娘は子育てで忙しいから呼べないと最初はまどかに嘘話をしてそのことを隠していたが、再入院となった際にいずみが娘の夫から電話で聞いてその事実が判明する。再入院となってからは個室に入院することとなり、その当初は翔子が自身の担当になるという段取りになりかけたが、朝倉の後押しもありまどかが再び自身の担当になった。
与謝野鶴子
演 - 銀粉蝶
平塚と同室に入院する患者。愛犬家であり自宅で犬を飼っている。樋口と日野と共に平塚の態度に大迷惑する。

樋口多江
演 - 川俣しのぶ
平塚と同室に入院する患者。与謝野と日野と共に平塚の態度に大迷惑する。

日野礼子
演 - 伊達みず恵
平塚と同室に入院する患者。与謝野と樋口と共に平塚の態度に大迷惑する。

#### 第18・19話「プロポーズ大作戦-行かないでくれ!」
松平登
演 - 綾田俊樹
水島が付き添う患者。沢田の肝中央二区域切除のオペを受けるために水島に付き添われ青森の病院から若葉会総合病院に転院してきた。沢田によるオペは無事成功したものの、19話にて容態が急変し水島による緊急オペを受け一命を取り留めた。その後青森の病院へ戻って行った。

#### 第20話「ようこそ学生さん」
早坂由香里
演 - 上原多香子
系列の若葉会看護学校から外科病棟に看護実習に来た学生。いずみの後輩。この回の実質的な主役である。病院では優等生モードだが、素顔は今時の若者（自身が担当していた患者の細川から早期に本性を見抜かれ、冷たくあしらわれた）。ドクターとボウリングに行ったり、いずみとメロンパンを食べながら出勤していた健太郎に手を出したり、やりたい放題。
看護業務中も、オペ室へ送る細川（受け持ち患者）に手術着を着せ忘れ、いずみには「これだから学生は」「基本がなってませんよね〜基本が」と笑われたり些細なミスをする。挙句の果てには実習中に事故を起こして看護実習を放棄した（食事介護中に受け持ち患者である細川に食べ物を吐かれてしまい、それが汚いと看護を放棄した）。実習放棄後はアルバイトに走り、外科病棟ナースの信頼を完全に失うことになる。
やがて、細川の担当を引き継いだいずみの真摯な姿勢に心を打たれ実習に復帰し完遂する。映画版にも学生として再登場している。
トモミ
演 - 林知花
早坂の仲間の看護学生。この回では早坂に付き合ってアルバイトに走るまでが描かれた。映画版にも引き続き学生として登場している。
細川昭夫
演 - 梅野泰靖
早坂が担当する頑固一徹な履物職人。かなりの職人気質な性格であり、自身が作った雪駄を踏まれたり、下駄と勘違いされ激怒するほどである。さらには大の若者嫌いであるため今時の若者を快く思っておらず、そのため早期に早坂の本性を見抜いて冷たくあしらっていた。沢田による食道がんのオペを受け、嚥下障害（物が飲み込みにくくなる）が残ったために食事介助をしていた早坂の顔と服にむせ出た嘔吐物をかけてしまう。早坂が「食べ物を吐かれて汚いから」と看護を放棄しその後転倒して手を骨折。それ以降リハビリや食事を拒むようになるが「秋は美味しいものが沢山あるのに点滴だけで良いのか」といういずみの声がけ、心を入れ替えた早坂やいずみ、翔子、大部屋仲間による支えを受け、懸命に食事やリハビリに取り組むようになる。

#### 第21話「先輩がフリン?」
麻生伸一
演 - 羽場裕一
この回のメインゲスト患者。ドクターであり、翔子の元彼。研修医時代は若葉会総合病院にて沢田の下で働いており、その際に当時新人ナースだった翔子と交際していたため彼女の新人時代をよく知るドクターである。ある日関連病院から若葉会に転院し、その際に翔子と久々の再会を果たし、それがきっかけで沢田は一時とても不機嫌となった。末期の小腸癌であることが判明し、自分はもう助からないと思い自暴自棄になって暴れ回る。沢田のオペを受ければ治ると高杉から聞いても嘘つくなというほど治ることを信じなかった（麻生自身はドクターであるため自分の病気がどの程度かよく分かっており、そのため自分はもう助からないと思っていた）。その直後に吐血して倒れ、沢田による緊急オペを受けて一命を取り留め、暴れたことを反省した（手術となった際に沢田らが腹を切り開いてみると癌は他に転移していて既に末期であり、自身も思った通りもう助からないような状態であった）。その後生まれ故郷の金沢へ戻り、残りの人生を過ごすこととなった。なお、自身が翔子と交際していたのは先述の通り研修医時代であり、一人前のドクターになったらその翔子と結婚しようと考えていたが、自身は一人前のドクターになってからは若葉会から他の病院へ転勤となったため翔子と離れ離れになって破局した。

#### 第22話「新カップル誕生?」
青木基次
演 - 久保晶
大島と浜野が異動する予定先の病院の院長。医療費などの水増し請求がバレて事務長の岡村と共に逮捕され、大島と浜野の異動の件が白紙に戻った。
岡村義文
演 - 須永慶
大島と浜野が異動する予定先の病院の事務長。

#### 最終話「フルモデルチェンジ! 私、仕事に生きます」
毛利の母
演 - 真屋順子
息子の正を最終回で亡くし、その納骨の際に線香をあげに墓までやって来たいずみに偶然出会い、正が彼女の結婚式でするはずだったスピーチの原稿を彼女に手渡す。正が入院中はなかなか彼の見舞いに病院まで訪れることはできずにいた。

### パート4（2002年）

#### 第1話「いずみピンチ! 姑と新人ナースに大奮闘」
谷本内科婦長
演 - 田岡美也子
内科病棟の婦長。最年少で婦長となった翔子を快く思っておらず、何かにつけて嫌がらせをしてくる。最終回では彼女が進めていた訪問看護科設立計画を潰すために内科病棟から外科病棟へトランスした患者にわざと問題行動を起こさせるなどしていた。

#### 第3話「完璧なナース!?」
谷本内科婦長
演 - 田岡美也子

#### 第5話「俺は天才外科医だ」
楢崎
演 - 松澤一之
いずみが担当する大部屋の患者。庭師で園芸が趣味。毎年夏には自ら切った竹を使って流しそうめんをするのが楽しみとなっている。食道癌を患っており、健太郎が手術を担当する（食道癌の手術は健太郎にとって初めての手術ではあったが、彼による食道癌の手術は無事成功し一命を取り留めることができた）。しかし術後に見舞いの鉢植えの土を入れ換えるために病院の中庭の土を触ったことで破傷風となってしまうが、永島が健太郎に情報を提供したことで一命を取り留める。
楢崎季子
演 - 松美里杷
楢崎の妻。

#### 第6話「健太郎殴られる!」
谷本内科婦長
演 - 田岡美也子

伊川佳祐
演 - 田中要次
関連病院から転院してきた患者。担当医は健太郎。元ボクサーであるため性格はとても短気で喧嘩っ早く、大部屋は嫌だから個室に移せと強く要望したり、担当医が若造（健太郎）では嫌だから外科部長の永島を呼べなどと脅して周囲からブーイングを浴びる。それに大の酒好きなため入院中にもかかわらずいつも隠れて酒をこっそり飲んでおり、ひろみがその酒の匂いにいち早く気付いてその事実が判明した。

#### 第7話「ラーメン大好き!」
松田
演 - 加賀谷純一
冒頭に登場した酸素ボンベの治療を受けている患者。しばらく入院していたが、今回ついに無事退院していった。
松田の妻
演 - 青木和代
坂井和弘
演 - 伊藤正之
この回での事実上のメインゲスト患者。ラーメン屋を経営し、新しいラーメンスープを開発中であった。ある日自身の経営するラーメン屋が倒産寸前となり、友人の所へ資金繰りをしに行く途中で突然胃の調子が悪くなり若葉会総合病院に来院する。そして外来診察の順番を待っている最中に胃痛を訴えて倒れ、すぐに精密検査を受けたら胃癌であることが判り、急遽入院して手術をすることになった。しかし胃癌はかなり進行していて既に末期状態であった。末期癌であることは自分でも最初から気付いていたようで、死ぬまでの間に新しいラーメンスープを完成させようとしていたところであった（入院当初は退院したら必ずラーメン屋を立て直すつもりでいたが、末期癌だと判明してからはそれはもう無理だと諦め、もう時期死ぬまでの間に新しいラーメンスープを完成させようと判断した）。そのため病院内で従業員たちと共にラーメンを作って入院患者たちに試食してもらおうとしたり、夜中にこっそり病院を抜け出して店へ戻ってラーメンスープを完成させようとしていた（店でラーメンスープを作っている最中に突然腹痛で倒れ、救急車で病院へ搬送されて戻って来た）。その後抗がん剤治療などが続けられたが、しばらくして容態が急変し死亡する（死亡したのは自身のアイデアで従業員たちに作らせた和風ラーメンを従業員たちが病院まで持って来て自身の前で披露した直後である）。抗がん剤治療の際にはその副作用により口内炎となってしゃべれなくなり、その際にいずみやひろみによって作られた文字盤にて「早く死にたい」と彼女らに伝え、自分はもう時期死ぬんだと自暴自棄になった。なお、両親は既に他界しており、配偶者や子供もいない状態ではあったが、自身が生前経営していたラーメン屋の営業は自身の死後も続き、しかも売り上げがアップした（自身が生前経営していたラーメン屋には自身の写真も飾られ、自身がそのラーメン屋の先代店長だとアピールされた）。
今作に登場したゲスト患者の中で唯一死亡した患者。
坂井が経営するラーメン屋の従業員たち
演 - 増田由紀夫、入江康之、下野裕基
坂井が経営するラーメン屋の従業員たちであり、坂井の下で長年ずっとラーメン作りの修業を積んできた。坂井が死亡する少し前に彼のアイデア通りに作った和風ラーメンをついに完成させ、その和風ラーメンを入院中の彼に是非見てもらおうと病院まで持って行って彼の前で披露し、その直後に彼は死亡した。そして坂井の死後は彼が生前経営していたラーメン屋の経営を引き継ぎ、それからそのラーメン屋は売り上げがアップした（坂井が生前経営していたラーメン屋には彼の写真も飾り、その坂井が先代店長だということをアピールした）。

#### 第8話「ママなんか大嫌い」
小谷千秋
演 - 夏木マリ
人気デザイナーであり、シングルマザー。夫とは離婚し、女手一つで娘の美香を育てて来た。悪性リンパ腫のため入院するが、入院中にもかかわらず病室のベッドで仕事をしたり取材を受けたりしていた。さらにはファッションショーの当日に無理矢理外出してショーに出演するも、ショーの本番中に突然倒れて病院に担ぎ込まれる。そして終盤では病気がかなり良くなっていたことが判明した。
小谷美香
演 - 滝裕可里
千秋の娘。仕事人間の母のことを快く思っていなかったが、最後には和解した。

#### 第9話「ナースはいらない」
稲本潤次郎
演 - 細川俊之
とても腕が良くて名医と評判な外科医であり、桜ヶ丘医科大学の教授をしている。専門は胃癌であり、これまでにたくさんの胃癌患者の命を手術で救ってきた数少ない名医（とても腕の良い名医だというのは肩書きだけであり、実際にはとても傲慢な性格である）。そのためテレビ出演をこなしたり、本を出版するなどしているほどである（自身が出版した本は健太郎や今回自身が手術を担当することになった患者の森岡も読んでおり、そのため健太郎も森岡も自身のことをとても腕の良い名医だと信頼し期待していた）。永島の医科大学生時代の恩師。浜野とは学会で出会っており、ある日その浜野からダメ元で出張オペを依頼されて若葉会総合病院へ来院し、彼が担当する胃癌患者である森岡の手術を担当することとなった。若手時代にはナースであった元妻と結婚したがすぐに離婚されてしまい、それ以来ナースのことを快く思っていない。そのため何の分野においても女より男のほうが上だと主張しては並大抵のドクターと違って患者の診察や治療などにおいてもナースの手を借りるようなことは一切せず、ナースの代わりに男性のみの医療スタッフ（ソーシャルワーカーや管理栄養士など）をいつも大勢引き連れて行動している。先述のようにとても腕の良い名医だというのは肩書きだけであって実際にはとても傲慢な性格であるため若葉会の外科に勤務する医療スタッフたちをほぼ見下しており、特にドジばかりするいずみに対しては厳しい処分を要求するなどした（それがきっかけでドクターらはナースらと一時対立し、その際にはかつて自身が医科大学で教えていた永島もドクター側の味方に付き、稲本教授には大事なオペをやってもらうわけだから何を言われても我慢しろとナースらに言い放った）。そんな傲慢な性格である反面患者の病状を第一に考えているためいくらダメ元で出張オペを依頼されても断れない性分であり、そのため今回は浜野にダメ元で出張オペを依頼されても断らずあっさり引き受けて若葉会へ来院した。自身がかつて医科大学で教えていた永島のことだけは優秀で立派なドクターだと唯一信頼しており、しかも永島は自身のおかげで腕の良い立派なドクターになることができたため彼からも尊敬されている。そして並大抵のドクターとは違ってどんな手術でも通常より短い時間で行えるほどとても腕の良いドクターであり、これまでの手術時間の最高記録は2時間15分である。今回は森岡の手術を2時間ジャストで行おうとしていたが、手術中に介助の一人である浜野が突然腰痛を訴えて倒れたために2時間3分となってしまい、さらに縫合に失敗したために森岡の容態を急変させてしまった（手術中には永島から少しペースダウンしないかと言われても一切聞き入れず、今回は手術を2時間ジャストで終わらせることを目指して最後までずっとペースを落とさなかったため縫合がきちんとできていなかった）。第5話でも浜野の口から名前のみ語られている（健太郎は稲本の事を以前から知っており、とても腕の良い名医だと信頼し期待していた）。しかし第5話にて自身の名前のみ登場した際には自身が永島の恩師だという事までは明かされず、第9話にて登場した際にその事まで明かされた。手術の際にはリヒャルト・ワーグナーのワルキューレの騎行を流している。
稲本教授を取り巻く医療スタッフたち
演 - 斎藤あきら、神威杏次、下原浩二、下山栄、井上浩
稲本教授を取り巻く男性のみの医療スタッフたち。ナースの手を一切借りようとしない稲本教授にはいつもナース代理として付き添って行動している。その中にはソーシャルワーカーや管理栄養士も存在している。
森岡靖
演 - 畠中洋
胃癌を患って入院する患者。3週間前に受けた会社の健康診断で胃に異常が発見され、その後精密検査を受けたらステージ3の胃癌であることが判明し、それから入院して手術を受けることとなった（ステージ3の癌は進行癌の中でも特に末期に近いため本来であれば手術が成功しない場合が多い）。担当医は浜野であり、その浜野に出張オペを依頼されて若葉会総合病院にやってきた稲本教授による手術を受けることとなる。稲本教授はとても腕の良いドクターであったため自身の胃癌はステージ3であったにもかかわらずその稲本による手術は無事成功し一命を取り留めることができた。しかし稲本自身が縫合に失敗したため容態が急変し、急遽再手術を受けることになった。稲本教授の出版した本を以前から読んでその稲本のことをとても腕の良い名医だと尊敬して期待しており、今回はその稲本による手術が受けられるということになり大感激していた。

#### 第10話「ラブラブ大ピンチ」
宮本清治
演 - 中丸新将
医薬品貿易会社社長。手術後に急変を起こし一命を取り留めたが、自分の経営している会社が倒産してしまったことを知り、自殺目的で点滴の管を外し血液を逆流させてしまい、さらにそのことで、いずみがミスしたと疑われてしまった。
宮本が経営する会社の従業員
演 - 小山かつひろ
宮本が経営する医療品貿易会社の従業員であり、宮本の下で長年ずっと働いてきた。ある日宮本の見舞いにやってきたが、彼が自殺目的で自ら点滴の管を外して血液を逆流させて急変したことに驚いた。

#### 第11話「ヤキモチドクター」
奥山武彦
演 - 宝田明
画家であり、いろいろな絵を描いて売り捌いている。妻を病気で亡くし、それ以降は一人暮らしをしながら画家の仕事を続けてきた。ある日呼吸器疾患のため入院するが、画家であるため入院中も病室でいろいろな絵を描いていた。早く退院して自宅療養することを強く希望しており、退院後は翔子に在宅看護してもらう。ところが自宅で緊張性気胸を起こしてしまい、偶然往診に来た永島にドレナージ代わりに果物ナイフで切開しゴムホースで処置し、救急車を呼ぼうとしたところ、亡くなった妻の命日を理由に自宅に残ることを懇願。その後健太郎に来てもらいドレナージに交換してもらった。

#### 第12話「結婚してください!」
大久保ひさし
演 - 神山繁
若葉会総合病院院長。
高原
演 - 木野花
訪問看護ステーション「やすらぎ」の職員。翔子と永島が訪問看護ステーションを見学した際、運営に関わる現状を説明した。

#### 最終話「さよなら…若葉会ドジナース朝倉いずみ7年目の決意! 再婚話に揺れる尾崎翔子! 母のオペに挑む健太郎! 今よみがえる思い出と伝説のドジシーン!!」
大久保ひさし
演 - 神山繁

谷本内科婦長
演 - 田岡美也子

早苗
演 - 山本未來
高杉の昔の恋人。
北沢洋一
演 - ルー大柴
内科病棟から外科病棟へ移ってきた患者。問題行動ばかり起こしていたが、実際は翔子の訪問看護科設立計画を潰そうとする内科病棟の谷本婦長の差し金であった。
高原
演 - 木野花

その他
演 - 本宮泰風
演 - 青木和代